# Echte Walnuss

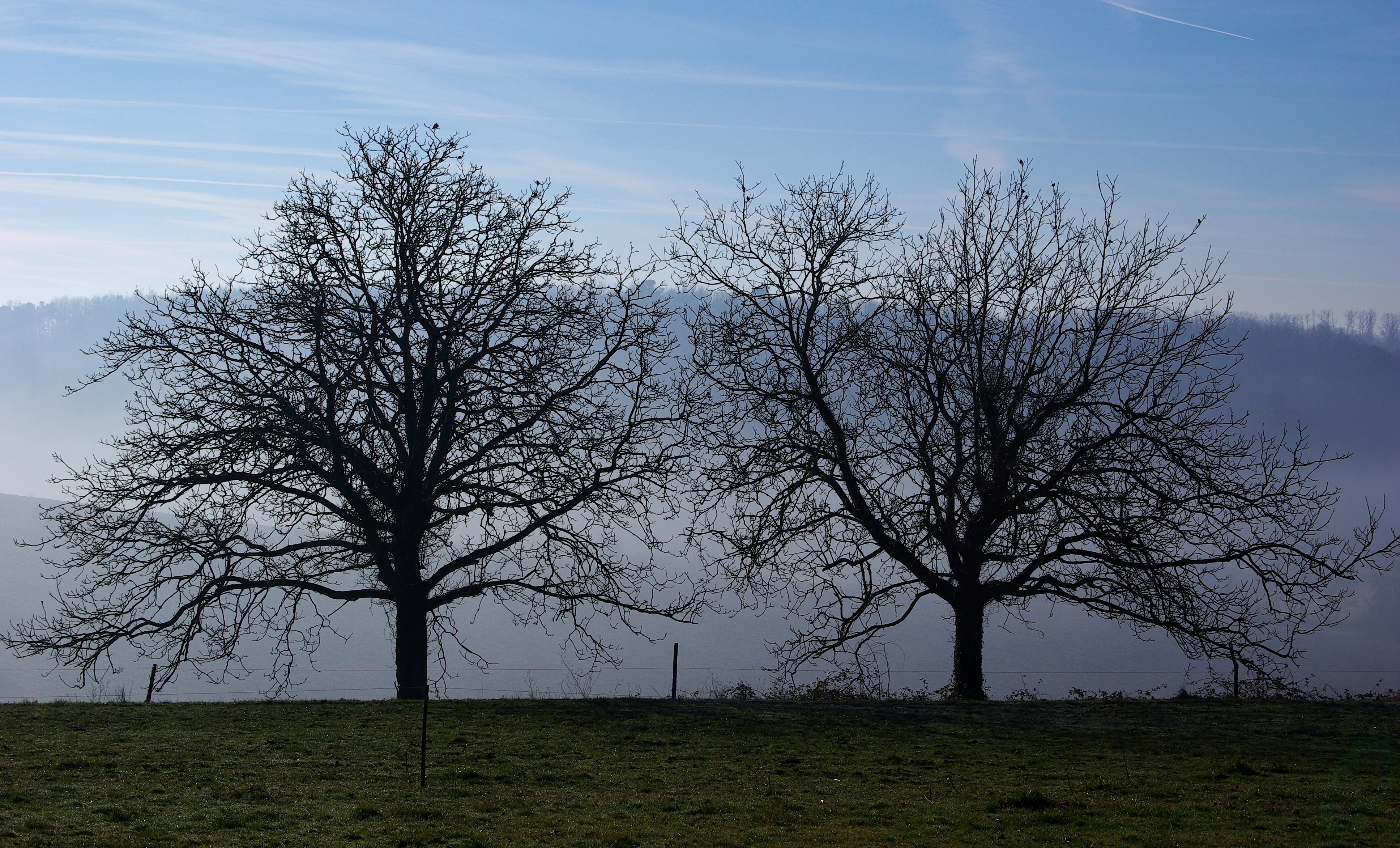
Silhouette zweier Walnussbäume im Winter

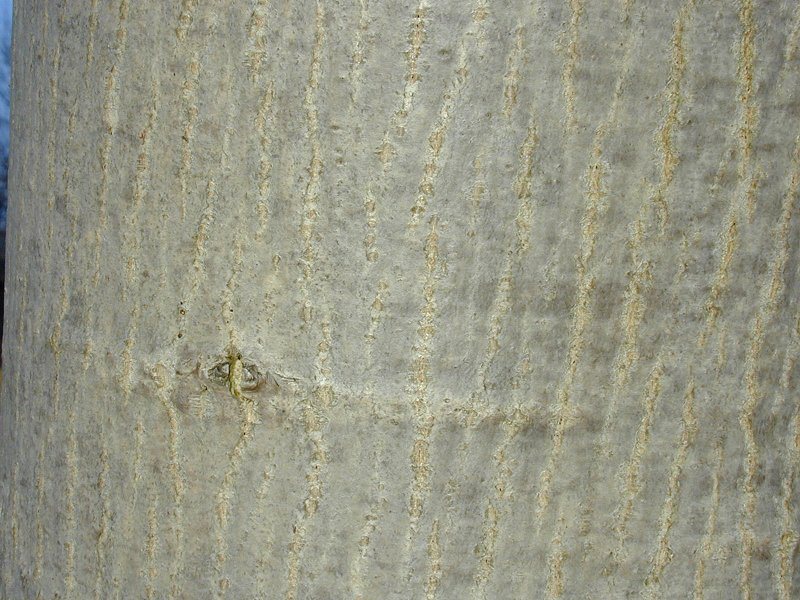
Rinde eines jüngeren Baumes mit beginnender Verborkung

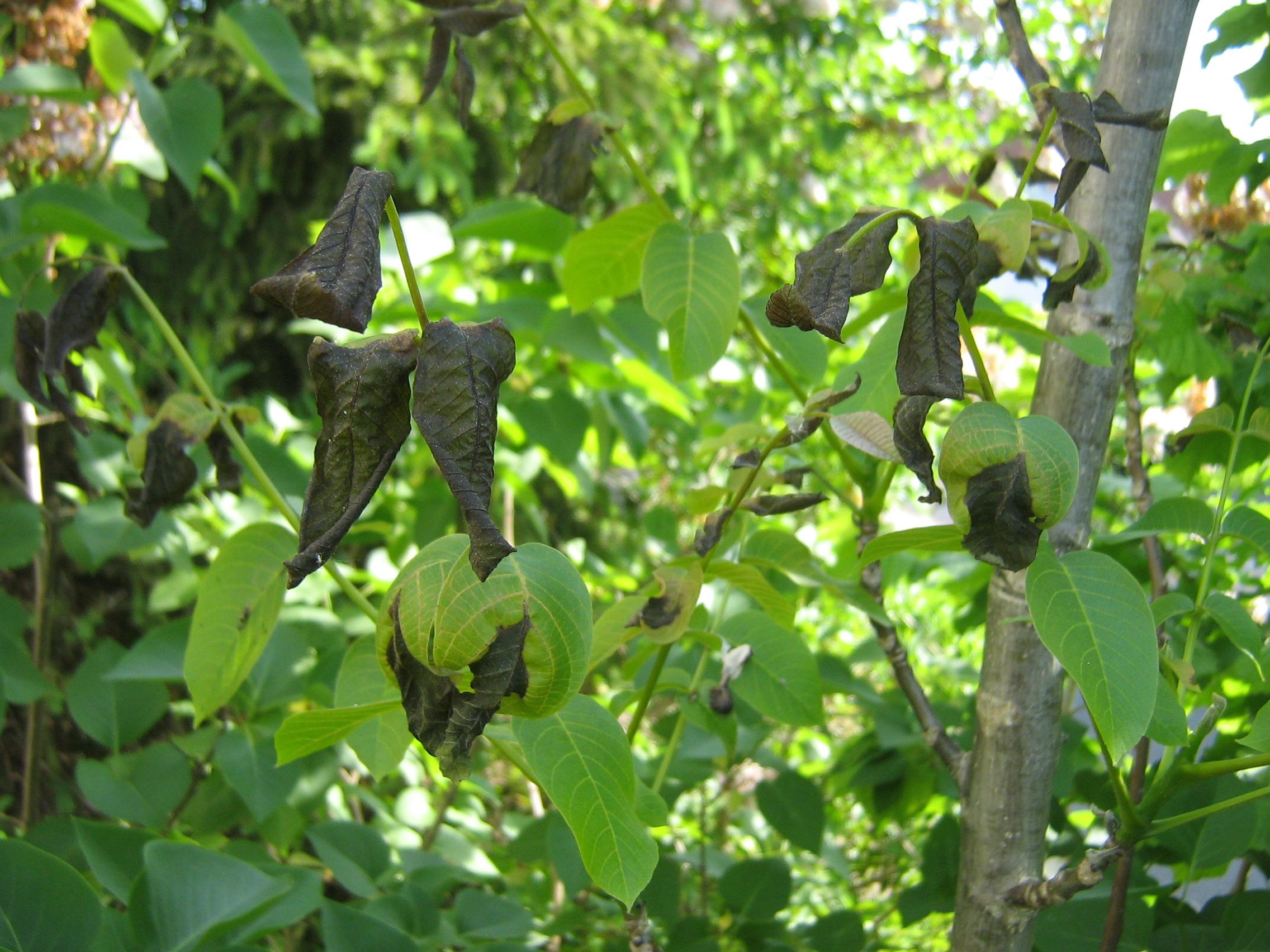
Durch Nachtfröste geschädigte Walnussblätter

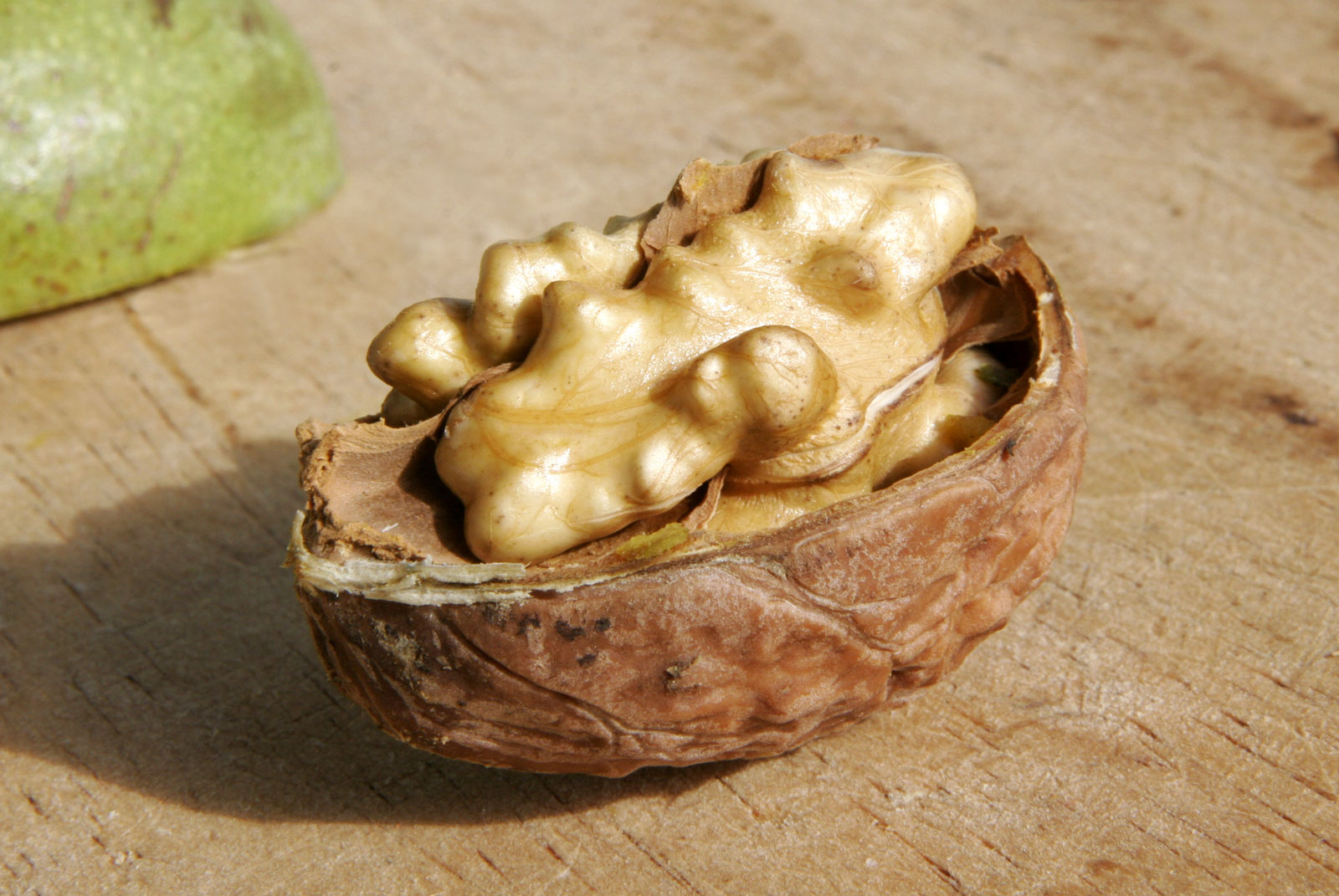
Geöffnete Walnuss mit freigelegtem Samen

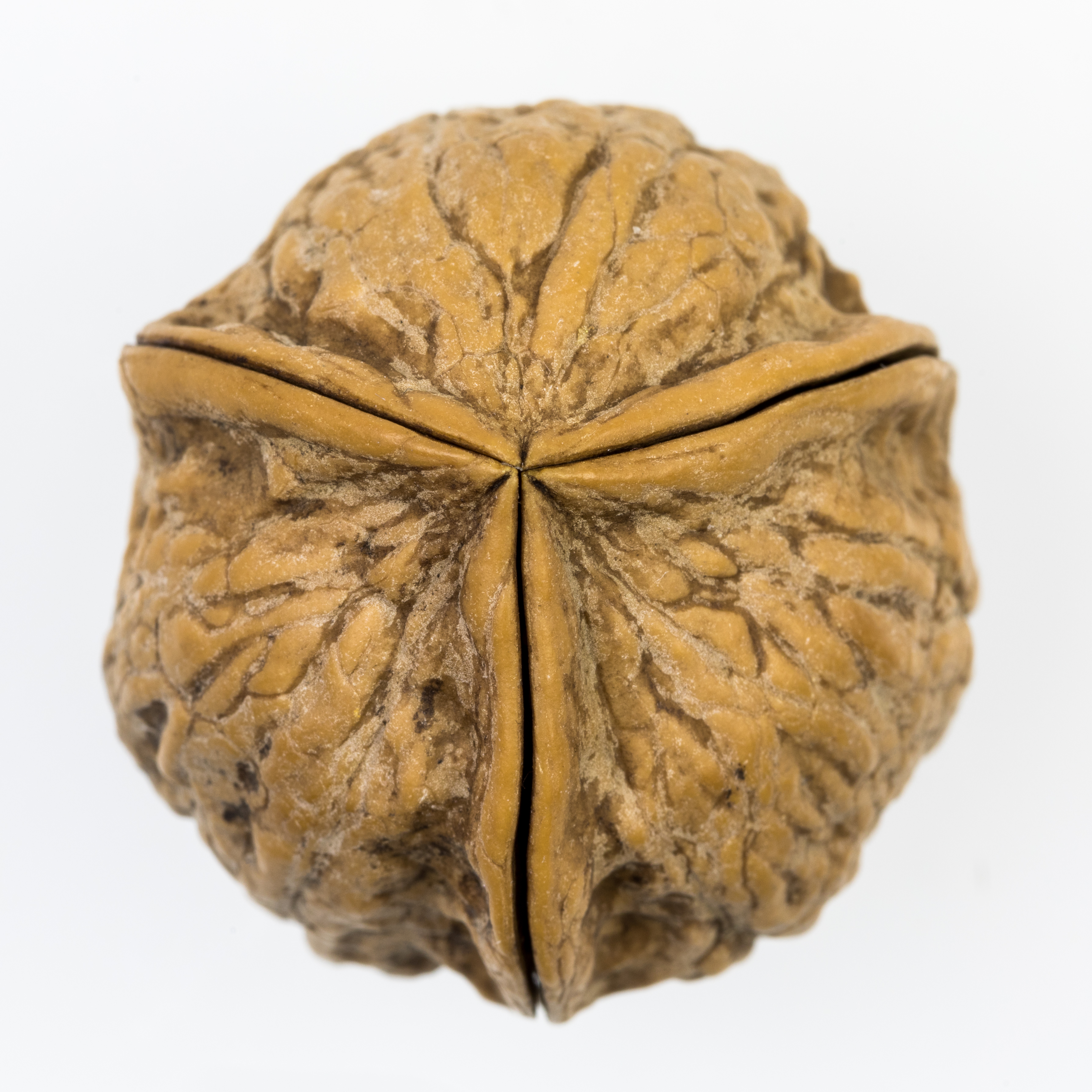
Dreiteilige Walnuss

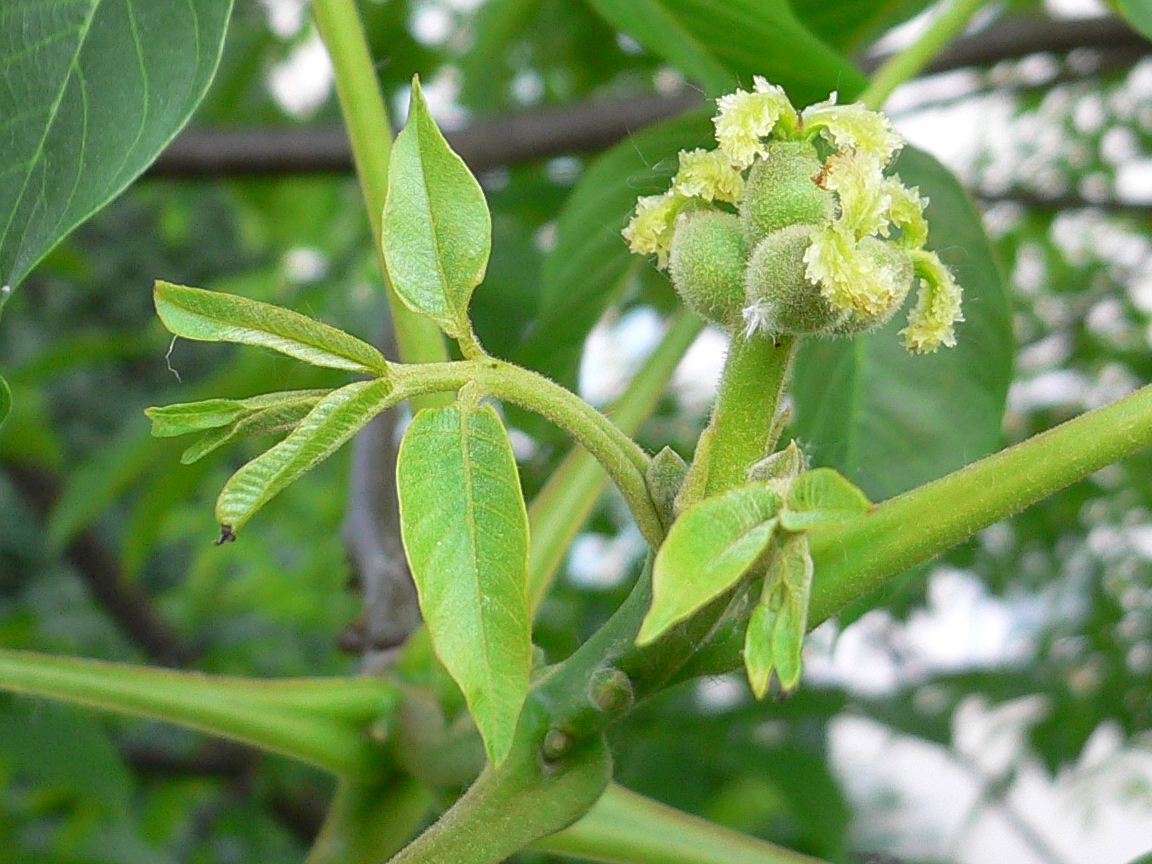
Weiblicher Blütenstand

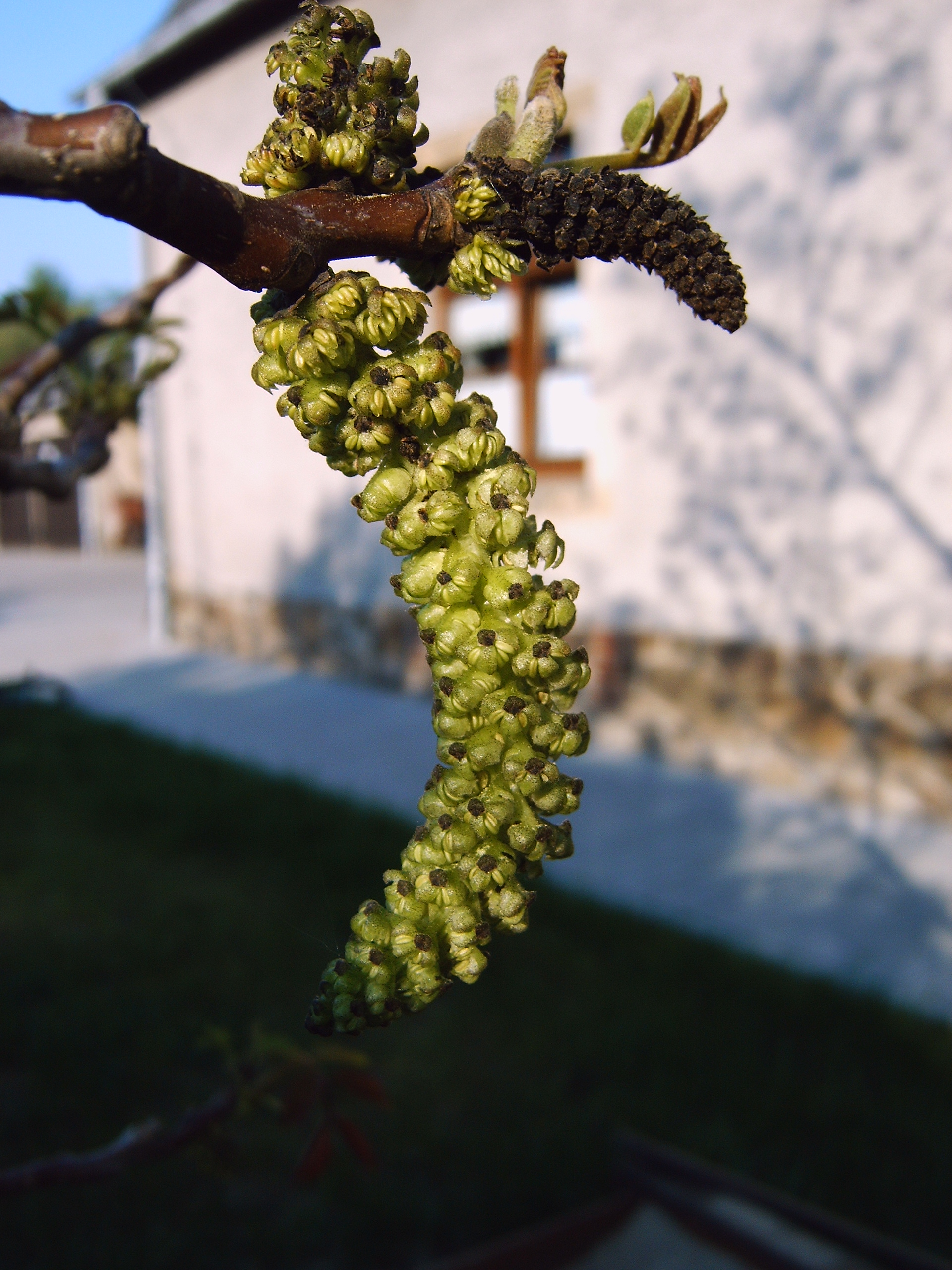
Männlicher Blütenstand

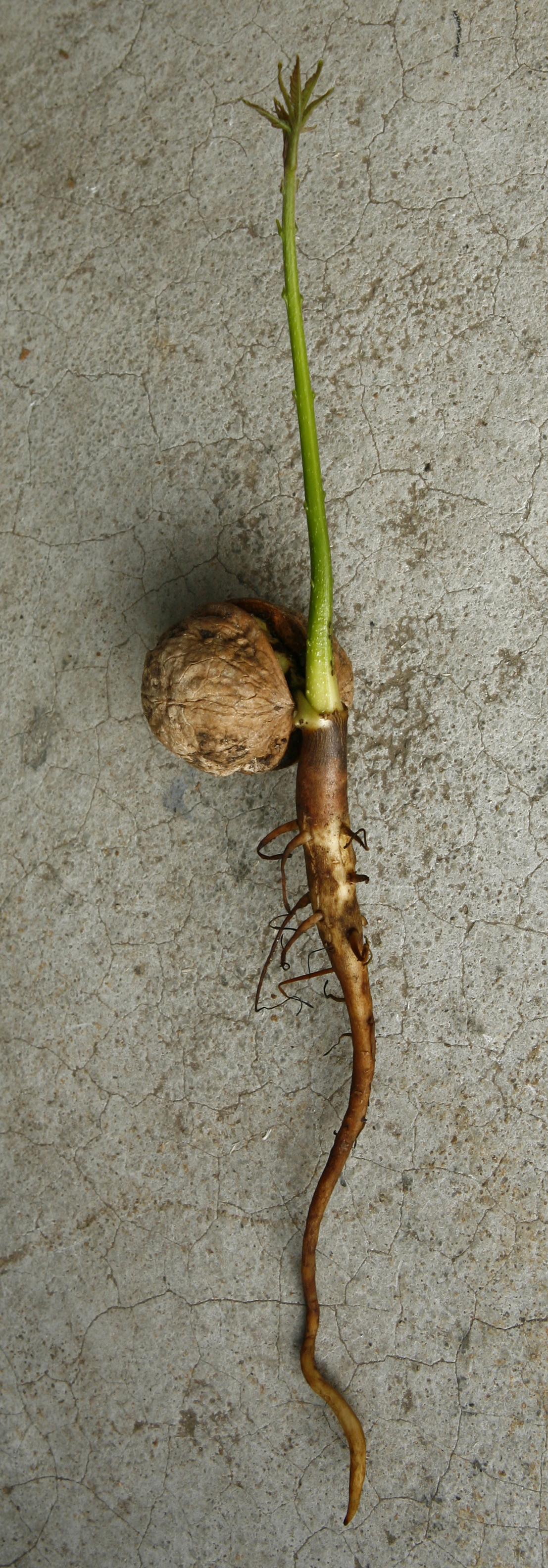
Walnuss-Keimling

Die Echte Walnuss oder der Nussbaum (Juglans regia) ist ein sommergrüner Laubbaum aus der Familie der Walnussgewächse (Juglandaceae). Sie heißt meist umgangssprachlich einfach Walnussbaum oder Walnuss, regional auch Welschnuss (Österreich, Bayern) oder Baumnuss (was ebenfalls die schweizerische bzw. alte alemannische Bezeichnung der Frucht ist). Auf Englisch heißt sie Persian walnut, von altenglisch walhnutu (wealh + hnutu, „fremde Nuss“), daher auch deutsch gelegentlich Persische Walnuss, dänisch valnød, schwedisch valnöt.
Der Name „Walnuss“ (von mittelhochdeutsch welsch nuz) der Frucht von Juglans regia bedeutet ursprünglich „welsche (also von den Romanen her kommende) Nuss“, da sie über Frankreich oder Italien ins Deutsche kam. Ihre Früchte sind die bekannten Walnüsse. Das Walnussholz gilt als das begehrteste und wertvollste des mitteleuropäischen Waldes.

## Beschreibung

### Vegetative Merkmale
Der Walnussbaum wird 15 bis 25 m, in dichteren Baumbeständen auch bis 30 m hoch. Sein Höhenwachstum endet mit ca. 60 bis 80 Jahren. Er kann ein Alter von 150 bis 160 Jahren erreichen. Der Baum bildet ein tief wurzelndes Pfahl-Herzwurzelsystem und im Freistand eine breite Krone aus. Seine Rinde ist in der Jugend glatt und aschgrau, im Alter entwickelt sich eine tiefrissige, dunkel- bis schwarzgraue Borke.
Die wechselständigen Blätter sind unpaarig gefiedert mit 5 bis 9 (meist 7) Fiederblättchen und erreichen eine Länge von bis zu 40 cm. Die dunkelgrünen Fiederblättchen selbst sind 6 bis 15 cm lang und 2 bis 6 cm breit und gegenständig. Ihre Form ist elliptisch bis eiförmig, sie sind fast ganzrandig und bis auf die unterseitigen Achselbärte unbehaart. Im Frühjahr ergrünt die Walnuss als letzter Laubbaum noch nach der Eiche; die jungen Triebe sind empfindlich gegen Spätfrost, im Herbst wirft sie früh ab. Die Laubblätter verströmen beim Zerreiben einen aromatischen Duft. Die Substanzen der Walnussblätter wirken wachstumshemmend auf andere Pflanzen.
Die Chromosomenzahl beträgt 2n = 32.

### Generative Merkmale
Die Echte Walnuss ist einhäusig (monözisch) und heterodichogam, auf einer Pflanze gibt es also weibliche und männliche Blüten. Die männlichen Blüten sitzen zu vielen in hängenden, männlichen Blütenständen (Kätzchen), die weiblichen Blüten in wenigblütigen Blütenständen. Die Blüte erfolgt zwischen April und Juni, wobei die männlichen Blüten meist vier Wochen früher erscheinen (Proterandrie). Die Bestäubung erfolgt durch Wind (Anemophilie). Die grünlich-gelben männlichen Blüten sitzen in einem Blütenstand, der die Form eines hängenden Kätzchens hat. Diese sind als dicke, walzenförmige Blütenstände recht auffällig. Sie werden sechs bis zwölf Zentimeter lang und entwickeln sich aus den Achselknospen der vorjährigen Laubblätter. Eine männliche Einzelblüte besteht aus 3 bis 6 Perigonblättern, zwei Vorblättern und einem Tragblatt. Diese umhüllen die innen liegenden, bis zu 30–40 Staubblätter. Die weiblichen Blüten haben ein unscheinbares vierteiliges Perigon mit zwei auffälligen, federigen Narbenlappen an einem kurzen Griffel und sie treten zu 2 bis 5 in senkrechten Ähren an den Enden der diesjährigen Triebe auf. Der zweiteilige Griffel dient dazu, die zwei Narbenlappen für die Befruchtung in die richtige Position zu bringen. Die Narben sind anfangs glänzend grün und nachher rötlich. Die Blüten erreichen eine Länge von ca. 10 bis 15 mm und eine Breite von 5 bis 10 mm. Der unterständige, zweiblättrige Fruchtknoten ist mit dem Perigon sowie mit Trag- und Vorblättern verwachsen, die eine anfangs haarige Hülle bilden. Im Alter von 15–20 Jahren tritt zum ersten Mal die Blüte ein. Es werden 4 bis 6 cm große, ellipsoide bis rundliche Früchte gebildet. Die Fruchthülle ist fleischig-faserig, springt bei der Reife auf und entlässt den runzeligen, hellbräunlichen Kern (Endokarp). Das hellbraune Perikarp ist stark verholzt und seicht gefurcht und besteht aus zwei verwachsenen Hälften.
Die Früchte und ihre Kerne sind als „Walnüsse“ bekannt und werden als Lebensmittel verwendet. Traditionell galten die Früchte der Walnussgewächse in der Botanik als Steinfrüchte. Neuere Untersuchungen zeigen jedoch, dass sie zu den Nussfrüchten zu zählen sind. Entgegen früheren Meinungen ist die grüne, nussumgebende Hülle nicht Bestandteil des Perikarps, sondern wird aus anderen Organen (Perigon, Deckblätter) gebildet. Die Nuss selber variiert in ihrer Form und Größe stark. Sie kann rund, oval walzenförmig, eiförmig oder schnabelförmig sein, ist 2,5 bis 8 cm lang und 2,5 bis 5 cm breit. Die Schalendicke beträgt 1,8 bis 2,2 mm. Der Embryo besitzt große, wulstig gefurchte Speicherkotyledonen. Die Ovarhöhle ist durch eine unvollständige falsche und eine echte Scheidewand im Querschnitt vierfächerig. Die echte Scheidewand entsteht hier durch synkarpe Verwachsung zweier Karpelle, wobei der Fruchtknoten in zwei Fächer geteilt wird. Durch die hinzukommende unvollständig gebildete falsche Scheidewand erscheint die Fruchtknotenhöhle vierfächrig.
Nicht selten sind dreiteilige Nüsse, bei denen die Scheidewände und Fruchtknoten entweder annähernd gleich groß sind oder Abweichungen in deren Dimensionen aufweisen. Auch vierteilige Walnüsse oder Nüsse mit nur einer oder sogar keiner Schalenteilung kommen vor, sind aber deutlich seltener als die dreiteilige Variante.

## Taxonomie
Die Familie der Walnussgewächse (Juglandaceae) umfasst acht Gattungen mit etwa 60 Arten, darunter überwiegend Bäume und nur vereinzelt Sträucher. Die Echte Walnuss (Juglans regia) gehört hierbei mit über 20 weiteren Arten zur Gattung der Walnüsse (Juglans). Weitere bekannte Vertreter dieser Gattung sind die Schwarznuss (Juglans nigra) und die Butternuss (Juglans cinerea), die aus Nordamerika nach Deutschland eingeführt wurden. Wie auch die verwandten Arten ist die Echte Walnuss genetisch sehr variabel. So wurden in Asien schon vereinzelt Unterarten beschrieben, die aber bisher nicht allgemein anerkannt werden.
Bedingt durch die große innerartliche Heterogenität werden auch zahlreiche Varietäten und Sorten beschrieben, die sich phänologisch insbesondere im Wuchsverhalten und im Aussehen der Früchte unterscheiden. Am bekanntesten in China sind die Yanbian-Walnuss aufgrund der guten Erträge und die Xinjiang-Walnuss, der eine hohe Krankheitsresistenz zugeschrieben wird. Auch im künstlichen Anbau werden zahlreiche Sorten unterschieden. Allein in Deutschland gibt es im Deutschen Nusskatalog über 100 Sorten, die sich durch Nussform, Ertrag, Frostresistenz oder andere Eigenschaften unterscheiden.

## Verbreitung

Verbreitungskarte von Juglans regia L. (Echte Walnuss), einschließlich ihrer eingeführten und eingebürgerten (synanthropischen) Gebiete.

Die Echte Walnuss ist bereits für das Tertiär belegt. Es wird vermutet, dass sie in Syrien sowie im westlichen und südlichen Kleinasien die Eiszeiten überstand. Ihre natürliche Verbreitung im Quartär hat sie im östlichen Mittelmeerraum, auf der Balkanhalbinsel sowie in Vorder- und Zentralasien. Sie ist in feuchten Schluchtwäldern der Gebirge zu finden und wächst im Himalaya in Höhen bis 3300 m.
Bekannt sind die Nussbaumwälder in Kirgisistan im Tian-Shan-Gebirge. Kirgisistan ist mit nur 4 % Waldfläche eines der waldärmsten Länder Asiens, beherbergt aber die größten Nussbaumbestände der Welt. In einer Höhenzone von 1000 bis 2000 m werden die Bäume insbesondere an Nordhängen bis zu 30 m hoch und erreichen ein Alter von bis zu 150 Jahren. Im Mittelstand dieser Wälder wachsen verschiedene Kern- und Steinobstarten; die Bestände werden agroforstlich genutzt.
Es gibt einzelne umstrittene Hinweise auf die Ausbreitung der Art nach Mitteleuropa bereits in der Vorgeschichte; mit Sicherheit wurde sie seit römischer Zeit in weiten Teilen Süd-, West- und Mitteleuropas kultiviert. So ist ihre jetzige Verbreitung stark durch den Anbau als Fruchtbaum geprägt. In Mitteleuropa kommt sie in der Regel in kultivierter Form auf Bauernhöfen, in Gärten oder als Einzelbaum in der Feldflur vor. Gelegentlich findet man sie verwildert, vor allem in Auwäldern des Rheins und der Donau.
In Oberösterreich findet man in den Auwäldern der Flüsse Alm, Enns und Traun kleinfrüchtige, ziemlich frostharte Wildformen. Diese werden Spitz-, Schnabel- oder Steinnuss genannt. Es ist nicht geklärt, ob es sich dabei um eine autochthone mitteleuropäische Sorte handelt. Obwohl die Echte Walnuss in den Alpen bis etwa 1200 m zu finden ist, wächst sie selten auf Standorten über 800 m Meereshöhe. Die Echte Walnuss wird auch in Nordamerika wegen ihrer wohlschmeckenden Früchte großflächig angebaut, insbesondere in Kalifornien.
Da sie gegen Winterkälte und Spätfröste sehr empfindlich ist, findet man sie häufig in wintermilden, nicht zu niederschlagsarmen Lagen wie in den Weinbaugebieten. Sie wächst besonders gut auf tiefgründigen, frischen, nährstoff- und kalkreichen Lehm- und Tonböden.
Eine zusätzliche Verbreitung als forstliche Wirtschaftsbaumart hat trotz des hochwertigen Holzes bisher kaum stattgefunden, da die Echte Walnuss als konkurrenzschwache Lichtbaumart (in der Jugend jedoch schattentolerant) gilt und somit nur bedingt in gängige Waldbaukonzepte zu integrieren ist. Erste Schritte zur Züchtung geeigneten Pflanzenmaterials und Versuche zur waldbaulichen Behandlung wurden seit Anfang des 21. Jahrhunderts jedoch in die Wege geleitet.
Außerdem ist der Bestand der Walnuss laut dem Kuratorium „Baum des Jahres“ in den letzten Jahren durch übertriebene Nutzung und mangelnde Nachpflanzung in Deutschland stark zurückgegangen, weshalb sie zum „Baum des Jahres 2008“ gewählt wurde.
In Wermatswil bei Uster in der Schweiz entsteht ein Nationaler Nusssortengarten. Seit 2018 hat der Anbau in der Schweiz stark zugenommen. Der türkische Ort Adilcevaz ist bekannt für seine Walnüsse.

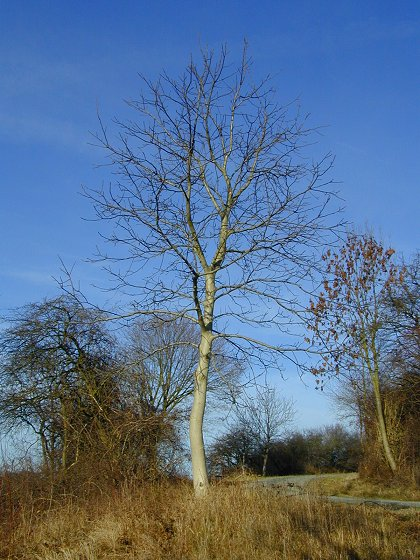
Jüngerer Walnussbaum im Winter
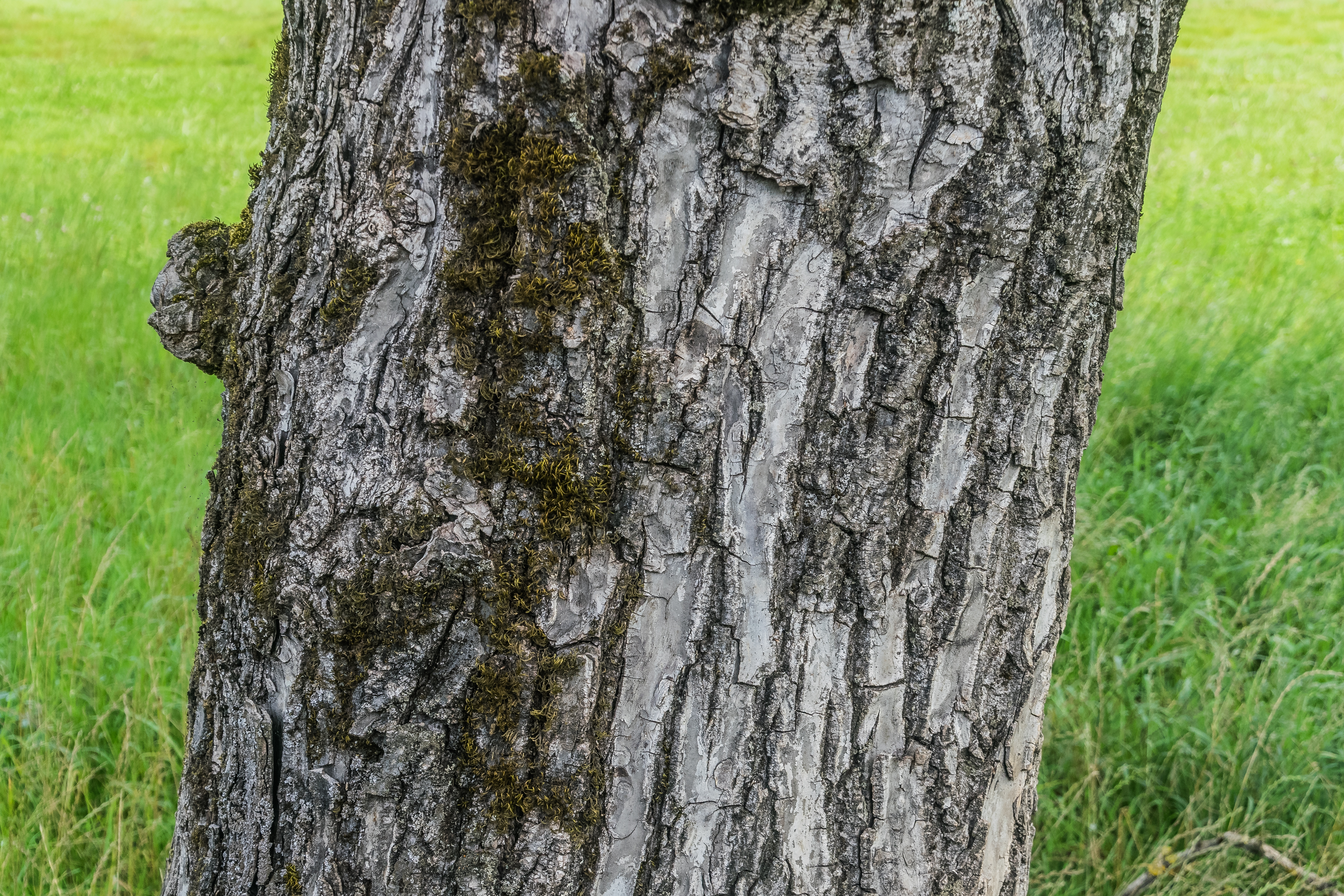
Rinde eines älteren Baumes mit starker Verborkung
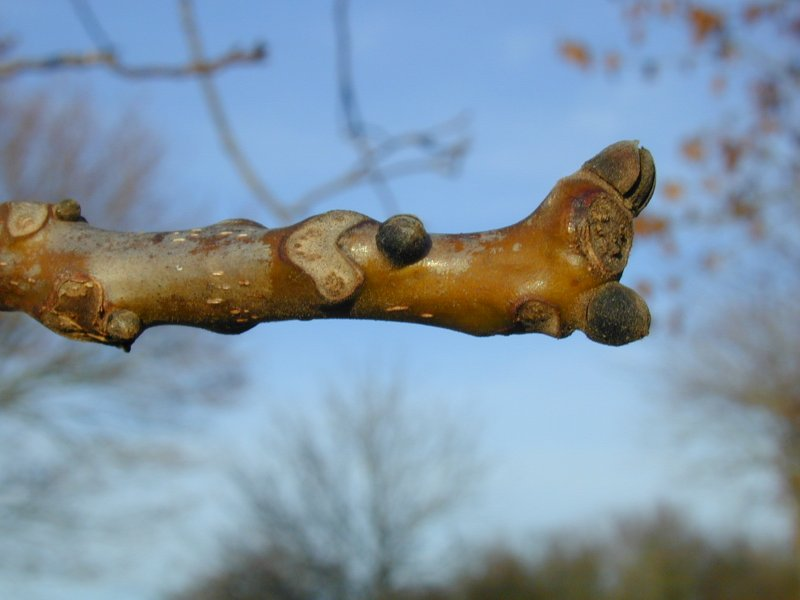
Knospen und Blattnarbe
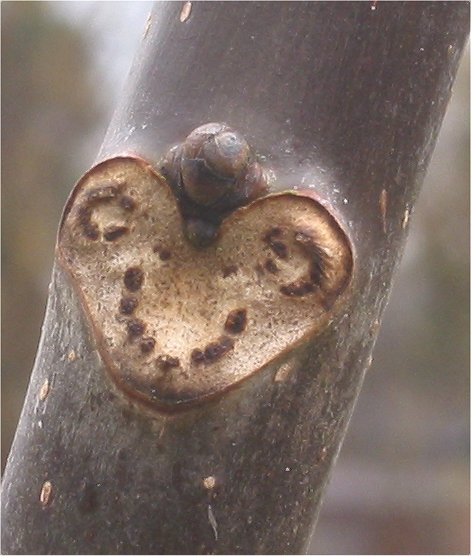
Blattnarbe in Großaufnahme
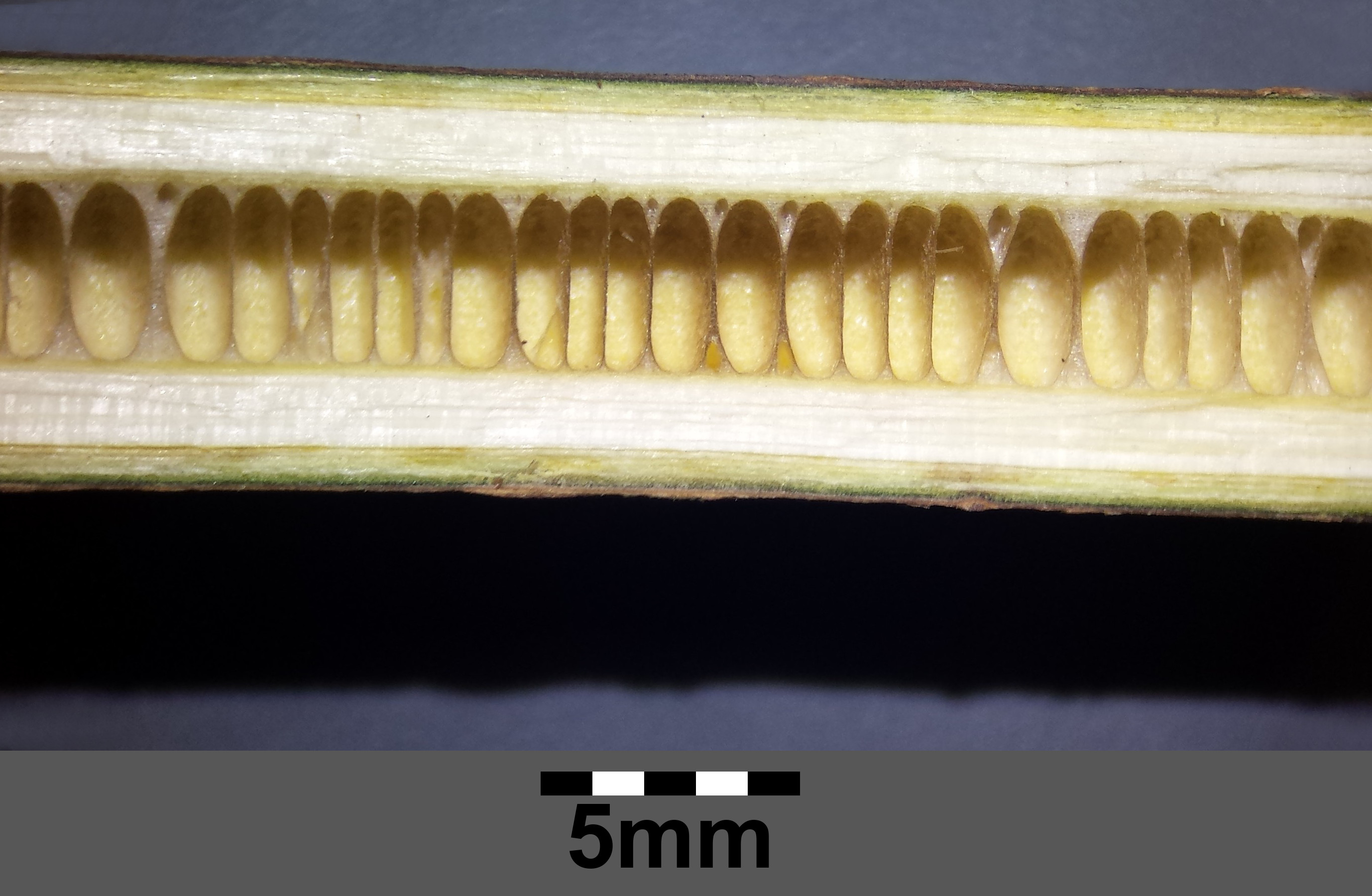
Junge Äste sind im Inneren durch Markquerwände gekammert.

## Wirtschaftliche Bedeutung

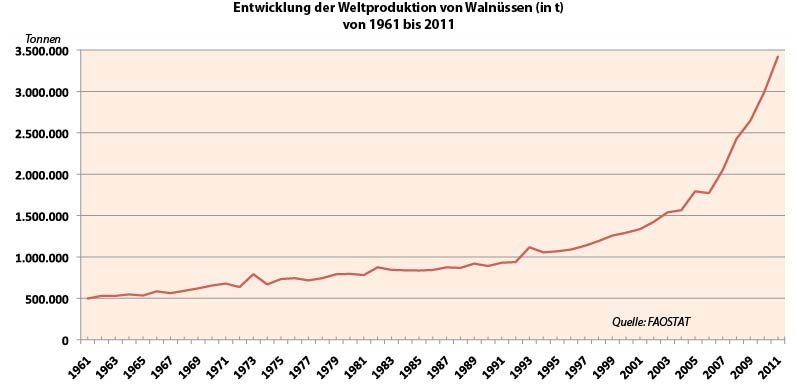
Entwicklung der Weltproduktion von Walnüssen von 1961 bis 2011

### Produktion
2022 wurden laut der Ernährungs- und Landwirtschaftsorganisation der Vereinten Nationen weltweit 3.874.025 t Walnüsse (mit Schale) geerntet.
Folgende Tabelle gibt eine Übersicht über die zehn größten Produzenten von Walnüssen weltweit, die 89,3 % der Gesamtmenge ernteten.
| Rang | Land                | Menge (in t) |
| ---- | ------------------- | ------------ |
| 1    | Volksrepublik China | 1.400.000    |
| 2    | Vereinigte Staaten  | 682.200      |
| 3    | Iran                | 335.040      |
| 4    | Türkei              | 335.000      |
| 5    | Mexiko              | 176.893      |
| 6    | Chile               | 153.000      |
| 7    | Burkina Faso        | 134.955      |
| 8    | Ukraine             | 107.660      |
| 9    | Griechenland        | 60.680       |
| 10   | Rumänien            | 53.400       |
|      | Top Ten             | 3.458.828    |
|      | restliche Länder    | 415.196      |

### Handel
Die größten Exporteure waren 2021 die USA (116.919 t), die Volksrepublik China (104.330 t) und Chile (81.964 t).

### Auswirkungen der globalen Erwärmung
Die Klimakrise wird zunehmend zu einer Bedrohung für den Anbau von Walnussbäumen. So litt die für den Anbau bekannte Grenzregion Hawraman zwischen Iran und Irak in den letzten Jahren unter der massivsten Dürre ihrer Geschichte, die zu einem drastischen Rückgang des Grundwasserspiegels, dem Austrocknen vieler Bäche und der Zerstörung zehntausender Walnussbäume geführt hat. Bauern, die einst von diesen Plantagen leben konnten, sehen sich nunmehr mit erheblichen Ernteausfällen und finanziellen Verlusten konfrontiert. Experten betonen die Notwendigkeit, im Rahmen der Klimaanpassung gegen die globale Erwärmung resistente Bäume zu pflanzen, um die Landwirtschaft in der Region nachhaltig zu sichern.

## Nutzung

### Besondere Eigenschaften
Der Baum reagiert sehr variabel auf Schnittmaßnahmen zu unterschiedlichen Terminen. Wird im Frühjahr geschnitten, tritt ein starker und langanhaltender Saftfluss ein (oft als „Bluten“ beschrieben). Er lässt sich mit Hilfsmitteln nicht stillen, endet jedoch nach längerer Zeit durch Wundheilung von selbst. Um übermäßiges Bluten der Bäume zu vermeiden, können Schnittmaßnahmen im Sommer (August) erfolgen, hier setzt die Wundheilung sehr viel schneller ein.
Der Boden unter Walnussbäumen ist meist nicht bewachsen, vorhandene Unterpflanzen verkümmern stärker, als die Beschattung hierfür verantwortlich wäre. Der Baum gibt den Hemmstoff Zimtsäure über die Abspülung der Blätter ab, dies verhindert, dass andere höhere Pflanzen in Konkurrenz um die Nährstoffe gedeihen. Eine solche biochemische Abwehr wird als Allelopathie bezeichnet. In den grünen Organen wird ein Glucosid gebildet, das nach Freisetzung, beispielsweise durch den Abbau der abgefallenen Blätter auf dem Boden, in Juglon umgewandelt wird. Juglon wirkt auf zahlreiche Pflanzenarten keim- und wachstumshemmend. Die Blätter des Walnussbaums sind besonders gerbstoffreich, sie bauen sich langsamer ab als anderes Laub und werden auch von den meisten Insekten eher gemieden. Nussbäumen wird außerdem die Eigenschaft zugeschrieben, Fliegen zu vertreiben, so dass sie häufig in Bauernhöfen (neben dem Misthaufen) gepflanzt wurden.
Der Anbau der Echten Walnuss erfolgt in erster Linie wegen des Fruchtertrags. Da aber auch das Holz begehrt ist, wird seit Ende des letzten Jahrhunderts vermehrt versucht, den Baum forstwirtschaftlich zu nutzen. Die im Handel angebotenen Sorten sind aber in der Regel auf hohen Fruchtertrag selektiert worden. Viele Bäume werden deshalb auch als Halbstamm angeboten. Auch die Blätter werden getrocknet und zur äußerlichen und innerlichen Anwendung weiterverarbeitet.
Eine forstwirtschaftliche Nutzung setzt schnell- und geradwüchsige Pflanzen voraus, die aber derzeit nicht im Handel sind. Die Anzucht in Beständen engt die Kronen ein, was zwar zu einem geringeren Fruchtertrag, aber auch zu längeren astfreien Stammabschnitten führt. Unter Konkurrenz wachsende Bäume können bis zu 10 m höher werden als Einzelbäume. Im Zusammenhang mit der Wertholzproduktion wurde die Walnuss () mit der Schwarznuss () gekreuzt. Die daraus entstandene Juglans × intermedia soll wipfelschäftig und schnellwüchsig sein. Man erwartet eine höhere Frosthärte als bei der Walnuss und eine Resistenz gegen das Schwarznusssterben.

### Schädlinge

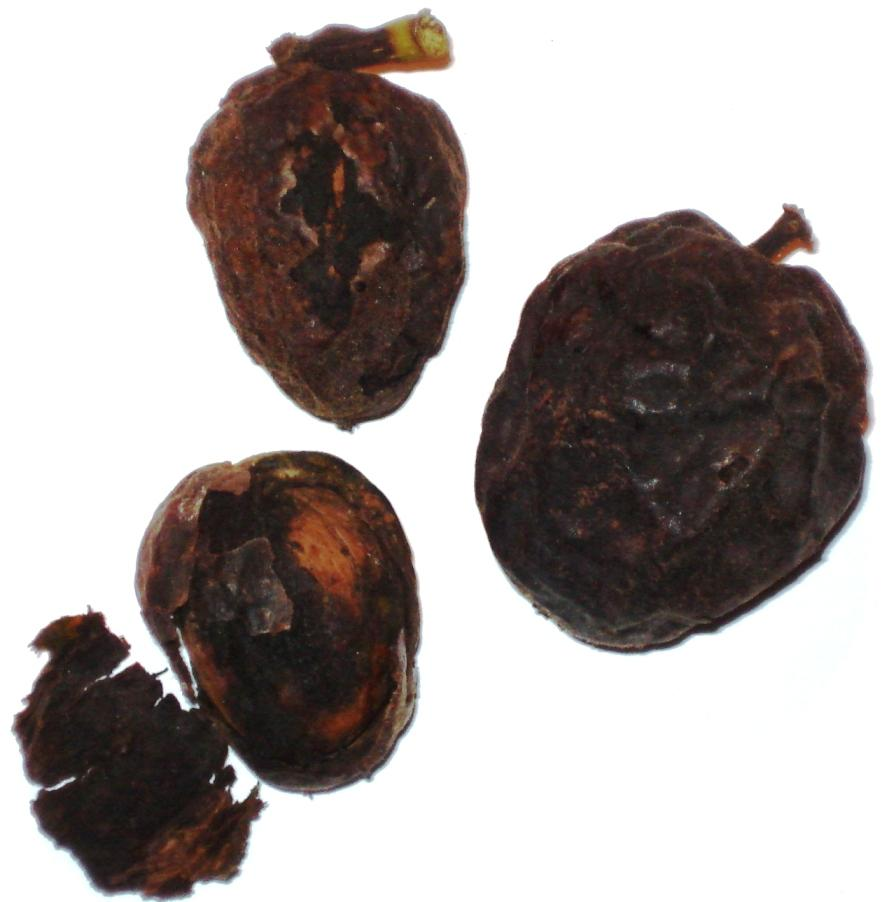
Folge des Befalles der Echten Walnuss durch die Walnussfruchtfliege (Rhagoletis completa) – schwarz verfärbtes, angetrocknetes, sich nicht oder nur sehr schlecht von der Nuss ablösendes Fruchtfleisch

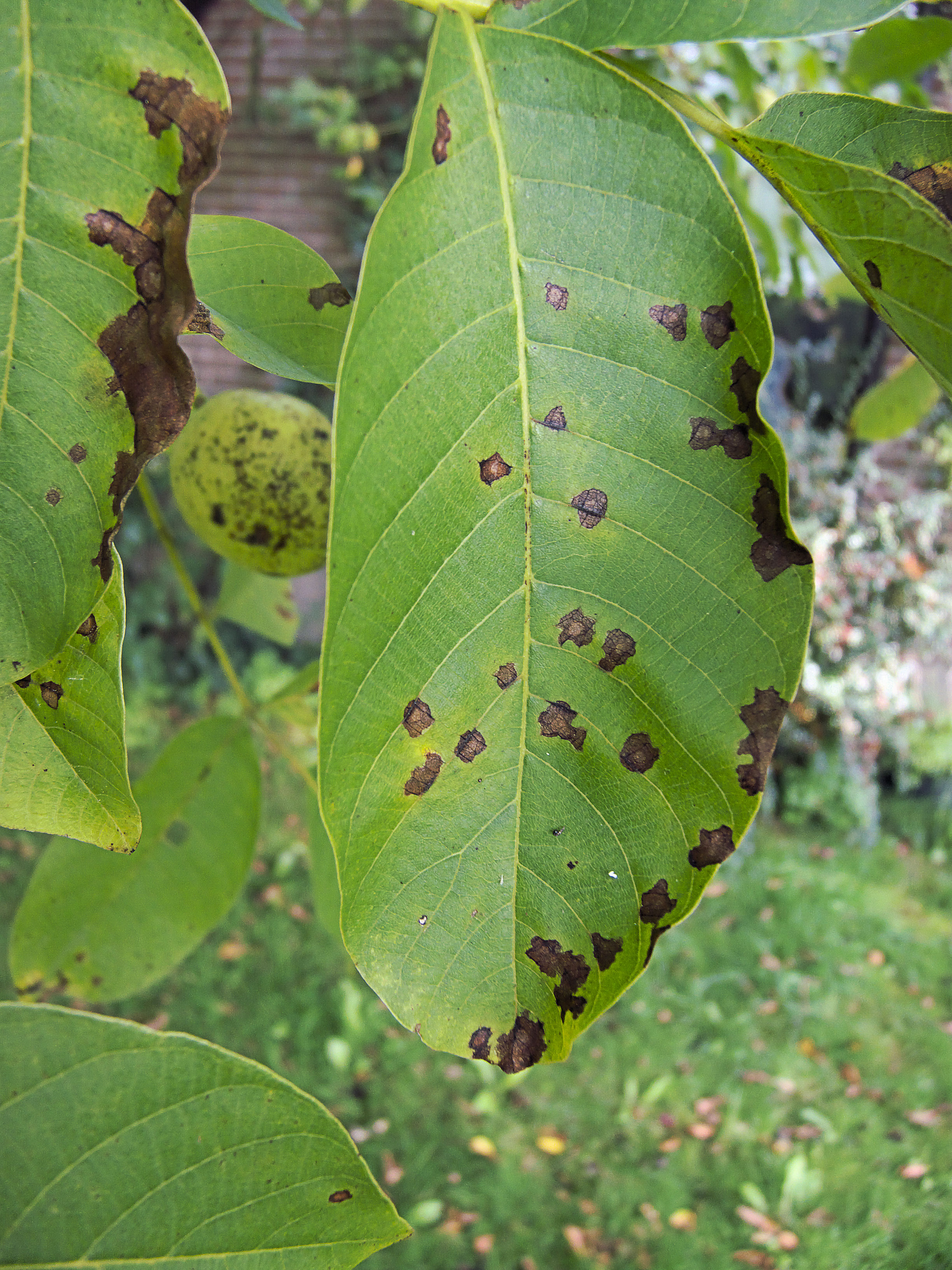
Blattfleckenpilz: Die dunklen Flecken sind unregelmäßig geformt.

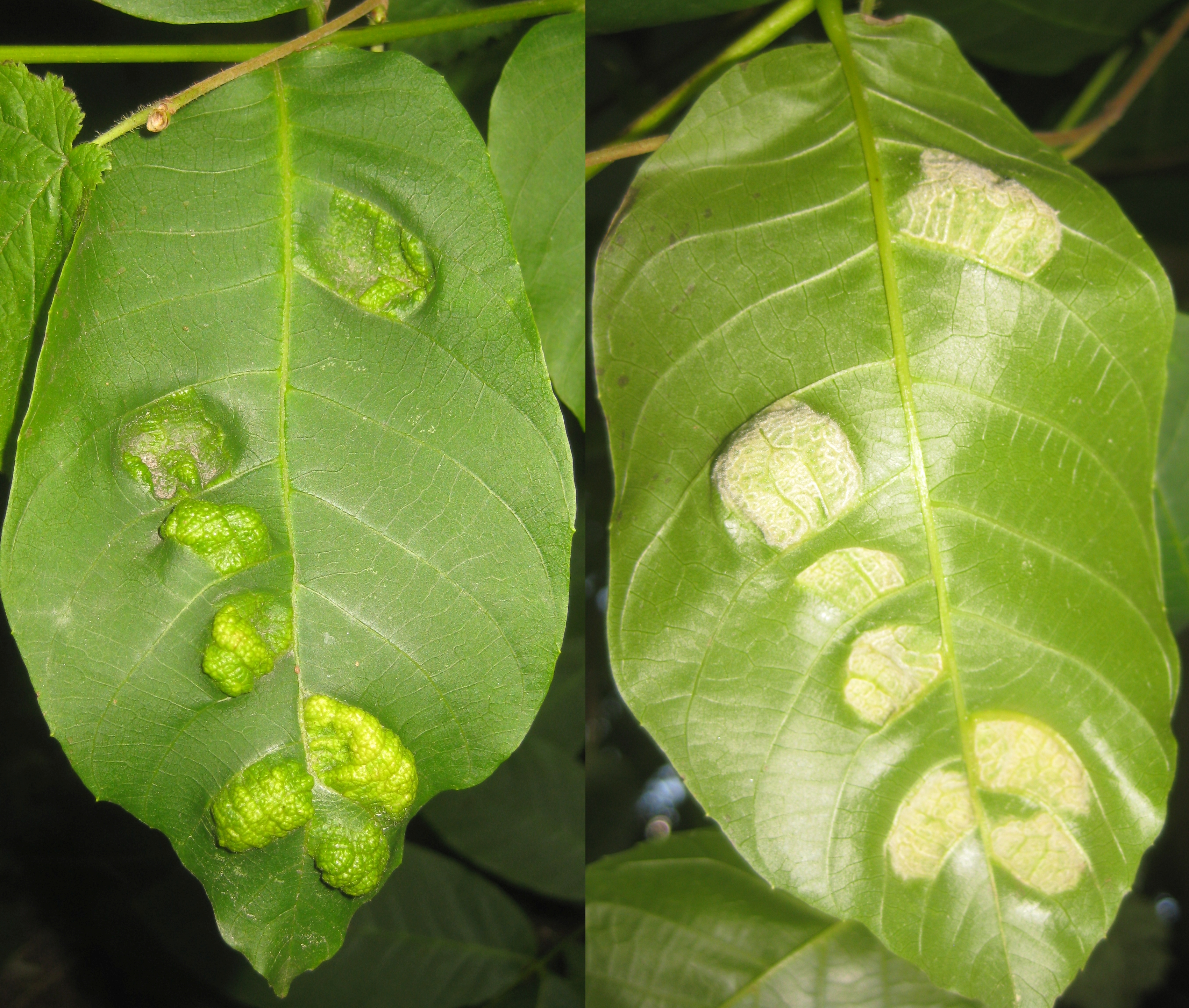
Filzgallen von Aceria erinea, Blattober- und Unterseite

In Europa breitet sich seit Ende der 1980er Jahre die als Neozoon aus Nordamerika stammende Walnussfruchtfliege (Rhagoletis completa) aus. Deren Eiablage in die Hülle der unreifen Früchte lässt jene faulen und sich schwarz verfärben, angetrocknet lässt sich das Fruchtfleisch dann nicht oder nur sehr schlecht von der Nuss ablösen.
In verregneten Jahren mit wenig Zwischenhochs haben die Pflanzen nicht ausreichend Zeit abzutrocknen, was dem Blattfleckenpilz (Gnomonia leptostyla, Marssonina juglandis) zugutekommt. Bei durchgehend nassem Wetter – wie 2010 – kann der Pilz große Teile der Ernte vernichten.
Die Blätter werden auch von einer Milbe befallen. Die Walnuss-Filzgallmilbe (Aceria erinea, Ordnung Trombidiformes) besiedelt die Blattunterseiten und ruft dort filzartige Wucherungen und hellgrüne Aufwölbungen der Blattoberfläche hervor.

### Früchte
Nussertrag im Jahr pro Baum:
| Alter     | Guter Standort | Schlechter Standort |
| --------- | -------------- | ------------------- |
| 1–15 J.   | –              | –                   |
| 16–25 J.  | 10 kg          | 7 kg                |
| 26–35 J.  | 25 kg          | 15 kg               |
| 36–60 J.  | 45 kg          | 22 kg               |
| 61–80 J.  | 55 kg          | 13 kg               |
| 81–100 J. | 32 kg          | 13 kg               |

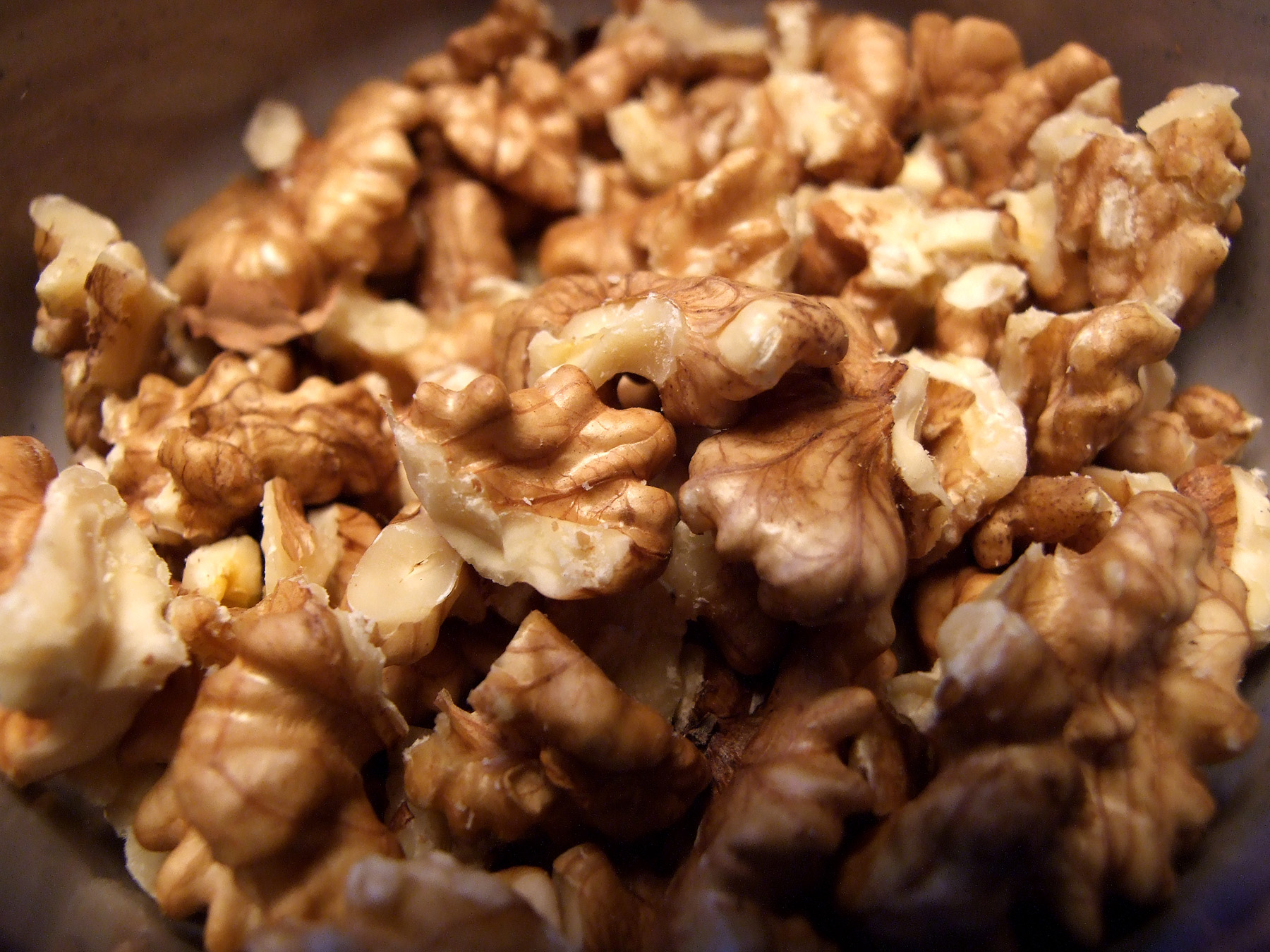
Essfertige Walnüsse

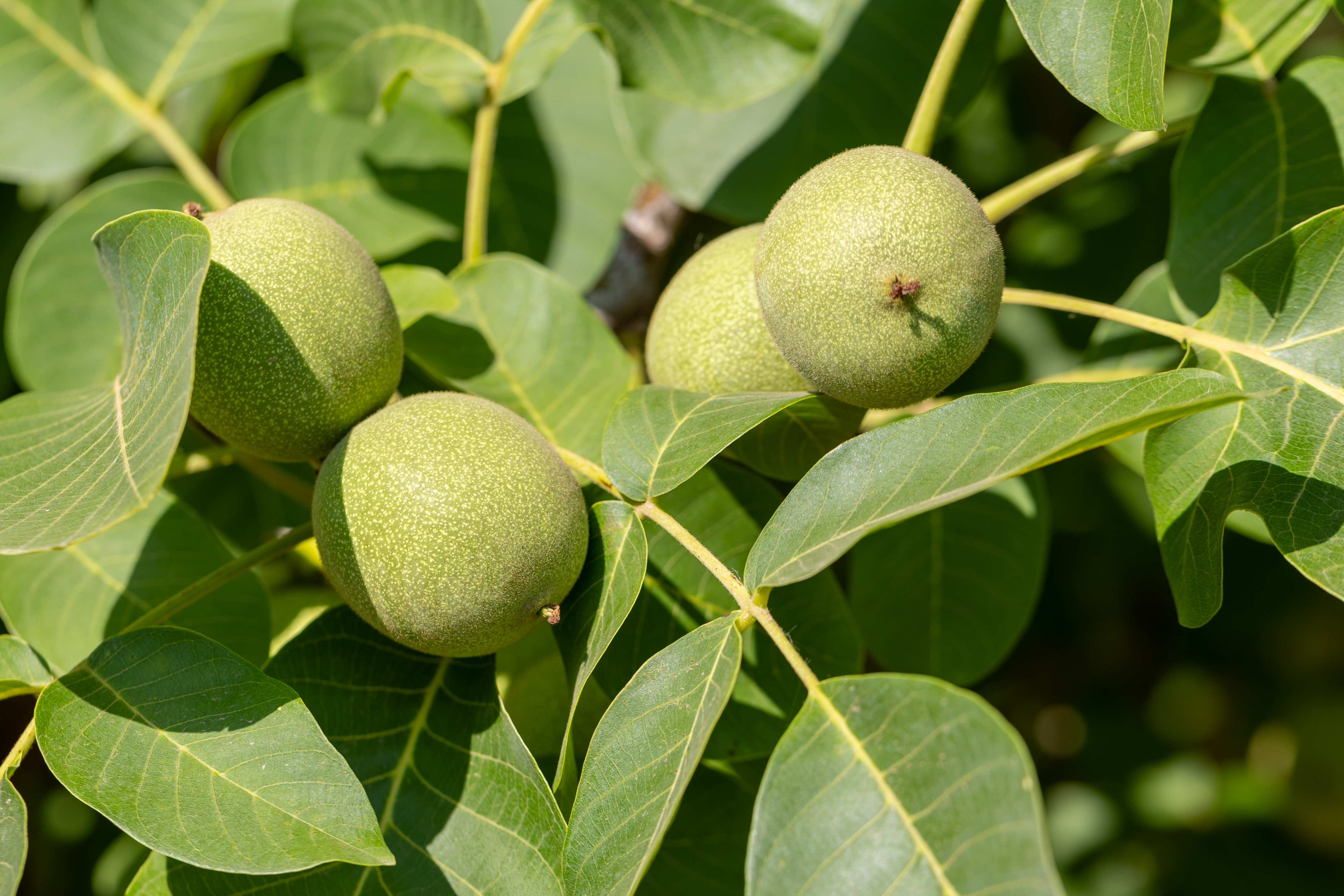
Vier unreife Früchte in Butte County, Kalifornien

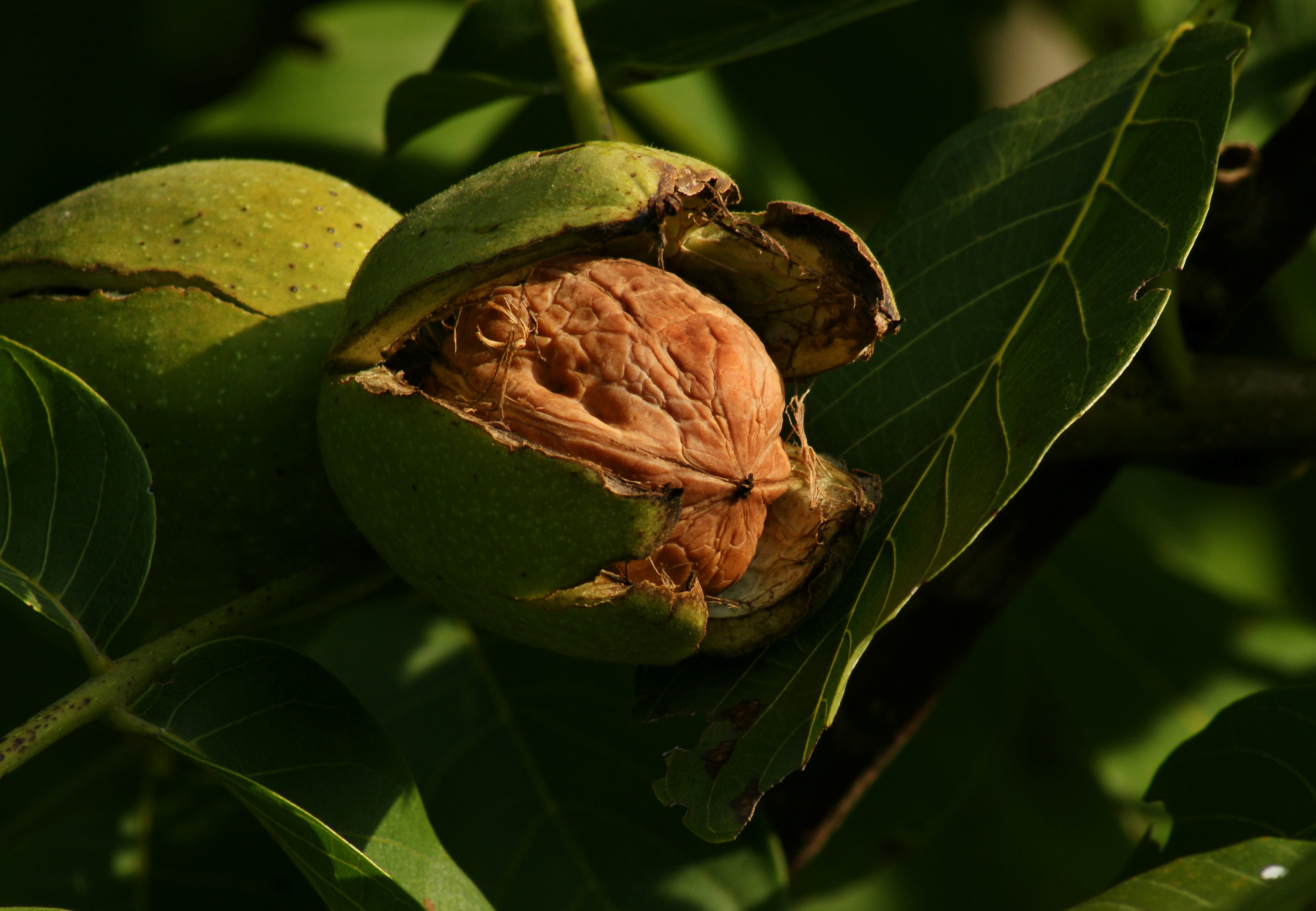
Reife Frucht

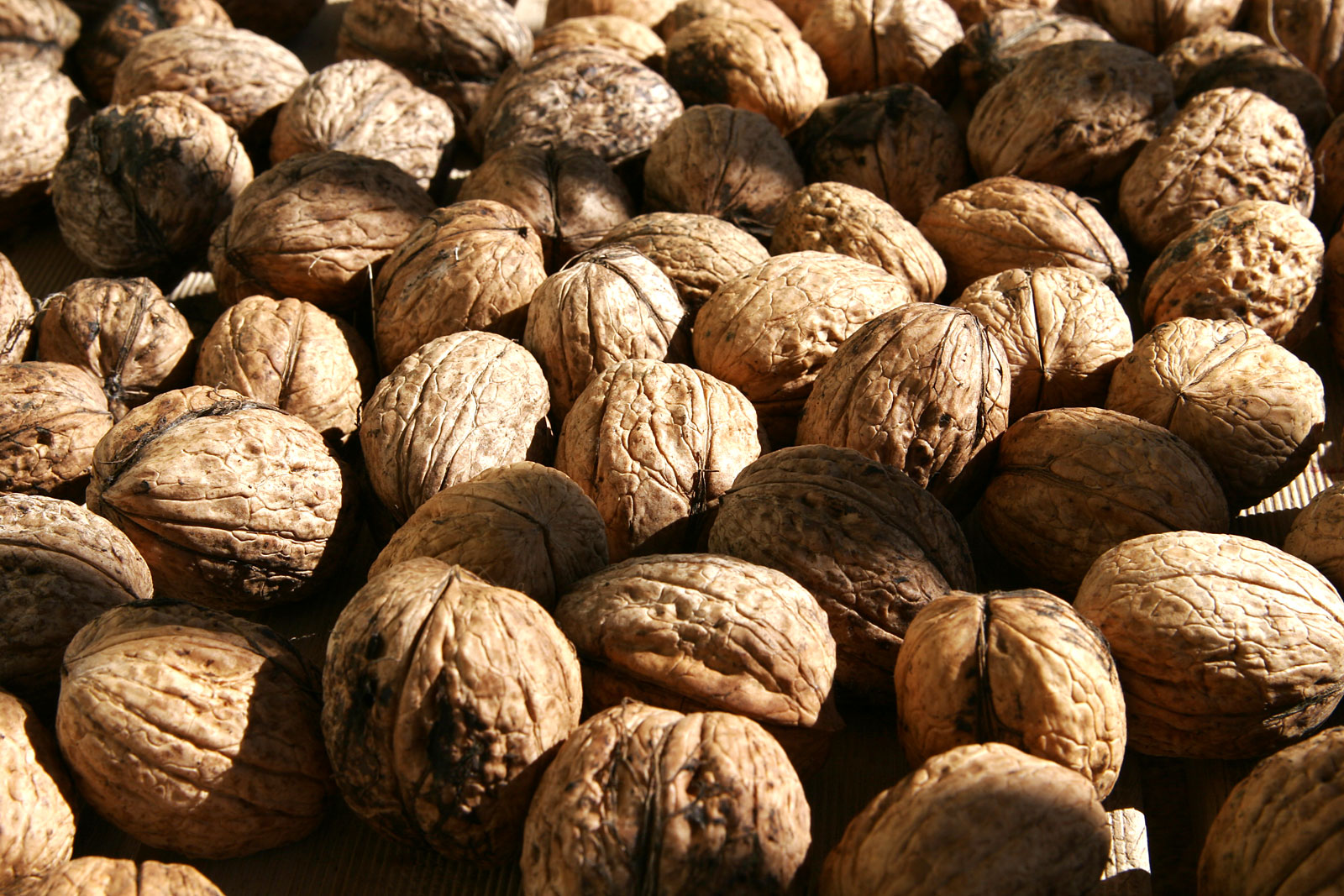
Walnüsse, zum Trocknen ausgebreitet

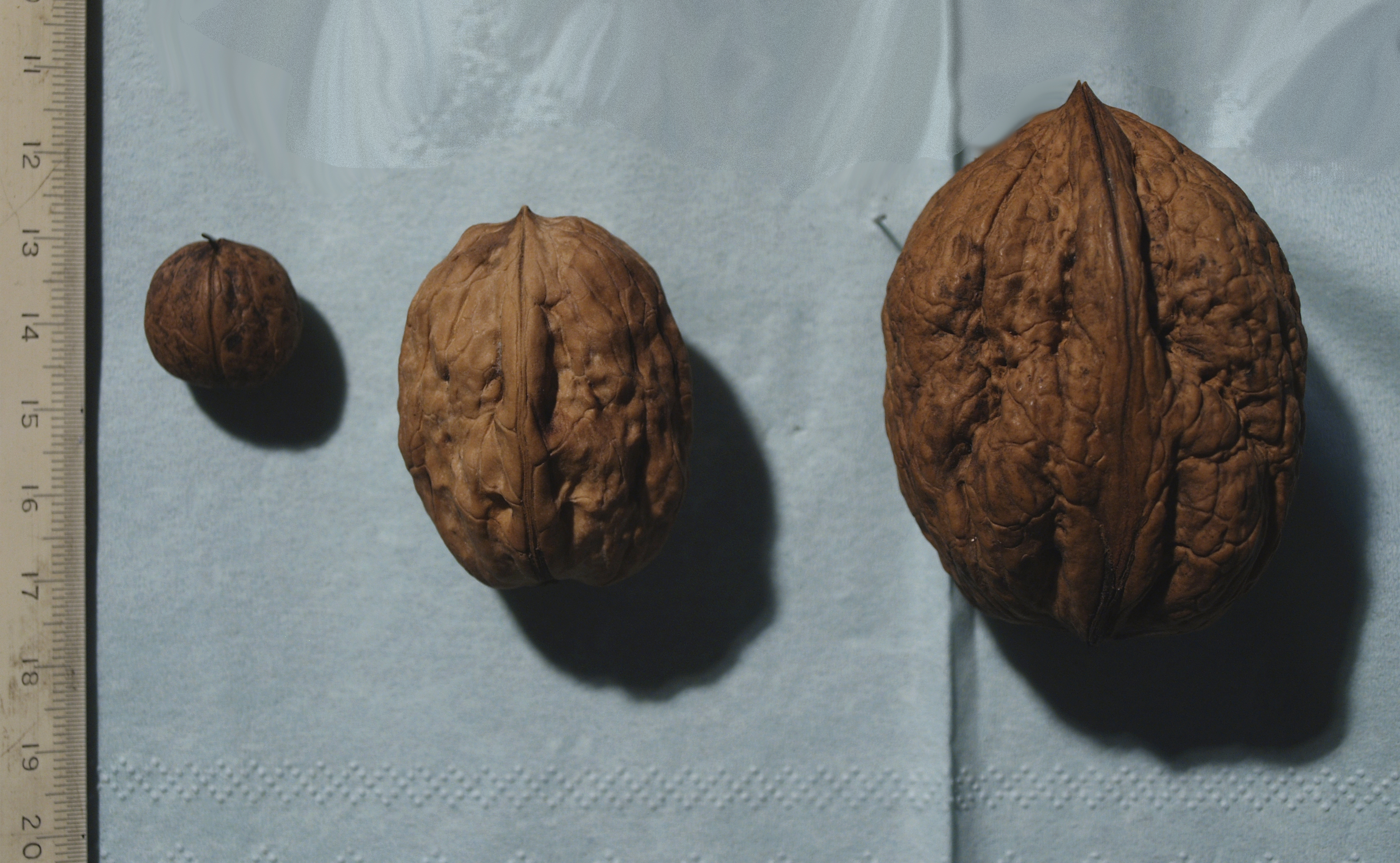
Früchte verschiedener Walnuss-Sorten

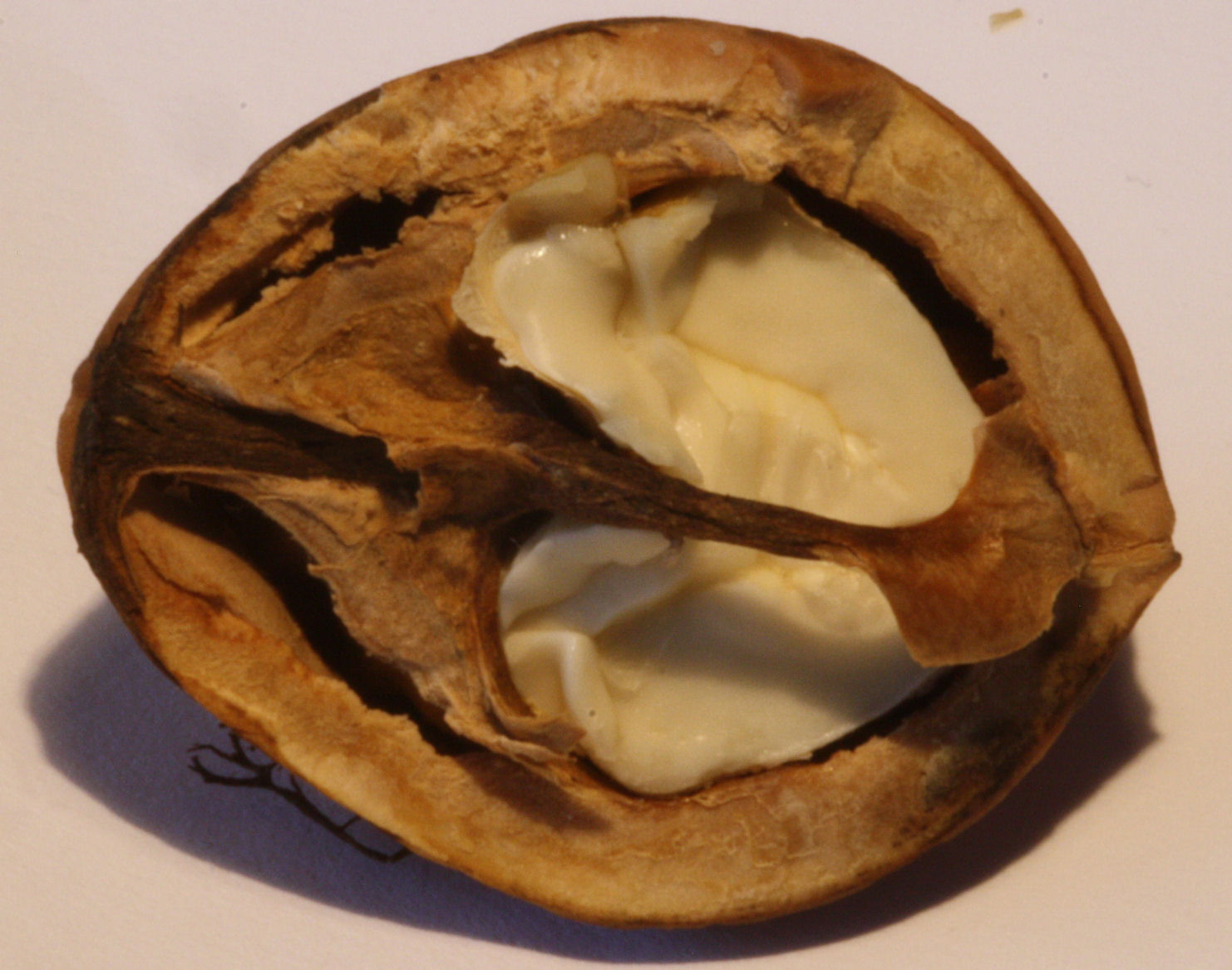
Schnitt durch eine Walnuss

Walnussbäume beginnen ab einem Alter von 10 bis 20 Jahren Früchte zu tragen. Erst ab dem vierten Jahrzehnt werden gute Erträge erzielt, die im hohen Alter dann wieder zurückgehen. Der Ertrag ist neben dem Alter vom Standort und von der Sorte abhängig. Die Bäume fruchten nicht jedes Jahr gleich gut, das Wetter spielt eine wichtige Rolle. Man sagt, dass gute Nussjahre auch gute Weinjahre sind. Es wird davon ausgegangen, dass auf ein gutes Jahr zwei mittlere Ernten und eine Missernte kommen. Bei einer guten Ernte sind bei großkronigen Bäumen maximale Erträge bis zu 150 kg Nüsse pro Baum möglich.
Die Früchte reifen in Mitteleuropa Ende September bis Anfang Oktober zu Walnüssen. In Kalifornien dauert die Ernte von Ende August bis November. Sie sind reif, wenn die grüne fleischige Umhüllung aufplatzt, so dass die Nüsse sich von der Schale lösen und beginnen, zu Boden zu fallen. Üblicherweise werden die Nüsse von den Bäumen geschüttelt, in Reihen gefegt, aufgenommen und zur ersten Säuberung und anschließenden Trocknung gebracht. Sie werden von den Resten der Außenschale befreit, gewaschen und am Band aussortiert. Anschließend müssen sie luftig und trocken gelagert werden, um Schimmelpilzbefall zu verhindern. In größeren Lagerhallen werden die Nüsse während der Trocknung einige Tage lang mehrfach gewendet. Zum Trocknen kleinerer Mengen eignen sich luftdurchlässige Netze. Bei der Trocknung wird der Feuchtigkeitsgehalt auf maximal acht Prozent und somit das Gewicht der Nüsse um bis zu 50 Prozent gesenkt. Danach kommen die Nüsse zur eigentlichen Verarbeitung, wo sie zunächst durch Begasung desinfiziert werden. Die Verarbeitung und Qualität ist durch das Landwirtschaftsministerium der Vereinigten Staaten (mit Kontrollen durch die FDA) und die Vermarktungsnorm der Europäischen Union geregelt. Da gut getrocknete Nüsse über mehrere Monate gelagert werden können, sind sie ganzjährig erhältlich. Ungeschält an Endverbraucher zu verkaufende Nüsse werden zunächst maschinell nach Größe sortiert, leere Nüsse abgesaugt, danach wird von Hand sortiert. Zuletzt werden sie wahlweise abgebürstet, gewaschen oder geschwefelt und gebleicht (mit Natriumhypochlorit oder Wasserstoffperoxid), um ihren Verkaufswert zu erhöhen.
Zur Erleichterung der Schälung werden die geschlossenen Nüsse nach Kerngröße sortiert. Spezielle Knackmaschinen, sogenannte dragon crackers, brechen die Schale auf und trennen die Bestandteile voneinander. Leichte Schalenteile und kleine Kernteile werden ausgeblasen und nach Größe ausgesiebt. Anschließend wird die Ware auf einem Band mit Laser abgetastet und die Schalenteile mit einzeln ansteuerbaren Pressluftdüsen rechnergestützt aussortiert. Nachdem die Laser-Sortieranlage mehrmals durchlaufen wurde, erfolgt zum Abschluss eine Sichtung durch Arbeiter.
Mit Abstand am häufigsten im Handel ist die gewöhnliche Walnuss. Die Kriebelnuss ist eine kleine Variante der gewöhnlichen Walnuss. Weitere Sorten sind die hartschalige Schlegelnuss mit 6,5 cm Länge und 2,6 cm Durchmesser und die Meisennuss mit sehr zerbrechlicher Schale. Die weichen Schalen der Pferdenuss werden traditionell zu kleinen Schmuckschachteln verarbeitet. Daher tragen sie die französische Bezeichnung noix à bijoux („Nüsse für Juwelen“).

### Küche
Die Walnuss wird vom Kuchen bis zum Walnusseis in vielen Speisen genutzt. Neben ganzen Nüssen werden auch von der Schale befreite Walnusskerne und Walnussöl verkauft sowie Krokant zur Dekoration von Süßspeisen. Auch für Waldorfsalat, Tortelloni, Skordalia, Cozonac, Lobio, Baklava, Nunt, die Würzpaste Muhammara oder als Tschurtschchela verwendet man Walnüsse.
Eine weitere Möglichkeit ist die Ernte halbreifer grüner Nüsse im Juni (Johanninüsse). Aus diesen kann ein Einmachobst mit hohem Gehalt an Vitamin C (kandiert auch Schwarze Nüsse genannt) oder ein Nusslikör (Nussgeist, Nussschnaps) hergestellt werden. In Italien macht man aus den noch grünen Nüssen, die traditionsgemäß am Johannistag geerntet werden, einen speziellen Likör, den Nocino. Auch in Serbien, Kroatien und Bosnien und Herzegowina wird aus den noch grünen Nüssen ein Likör hergestellt, der Orahovac.
Nach einer Studie entsteht das typische Walnussaroma hauptsächlich durch die Kombination zweier (von 50 enthaltenen) geruchsaktiver Verbindungen, die in den Nüssen ungefähr in einem Eins-zu-eins-Verhältnis vorliegen. Es handelt sich dabei um die nach Maggi riechende und in Liebstöckel vorkommende Substanz Sotolon sowie um (2E,4E,6Z)‑Nona-2,4,6-trienal, welche aus Haferflocken bekannt und dort für den typischen Geruch verantwortlich ist.

### Gesundheitlicher Nutzen
Je nachdem, ob frisch oder getrocknet, haben Walnusskerne einen Fettanteil von 42 bis 62,5 Prozent, 11 bis 16 Prozent Eiweiß, 15 bis 23 Prozent Kohlenhydrate. Walnüsse haben von allen Nussfrüchten mit 7490 mg/100 g den höchsten Gehalt an Linolensäure (einer Omega-3-Fettsäure). Darüber hinaus sind sie reich an Tocopherolen, einer Gruppe von vier verschiedenen Vitamin-E-Formen. Dazu ist diese Frucht reich an Zink und Kalium, außerdem enthält sie Magnesium, Phosphor, Schwefel, Eisen, Calcium und die Vitamine A, B1, B2, B3, C und Pantothensäure. Der Brennwert von 100 g verzehrbarem Anteil liegt bei 2738 kJ. Ein Vergleich der Brennwerte und Fettgehalte von Nüssen findet sich unter Nussfrüchte.
In einer Untersuchung über Mittelmeerdiäten wurde festgestellt, dass die Nüsse eine vor Diabetes (Typ 2) schützende Wirkung besitzen. Auch zeigen neuere Untersuchungen, dass schon neun Walnüsse täglich und ein Teelöffel Walnussöl den Körper vor zu hohem Blutdruck in Stresssituationen schützen können. In Kombination mit Leinöl sollen sich Walnüsse zudem auch positiv auf den Zustand der Blutgefäße auswirken. Darüber hinaus scheinen Walnüsse nicht nur Herz-Kreislauf-Erkrankungen entgegenzuwirken, sondern auch Prostatakrebs zu bremsen.
Studien aus dem Jahr 2018 rückten besonders die Polyphenole in den Vordergrund. Diese Stoffe gelten als wirkungsvolle Radikalfänger. Sie schützen den Körper vor dem oxidativen Stress, der durch chemisch aggressive Substanzen entsteht. Die Walnuss enthält etwa 15 bis 25 Milligramm Polyphenole pro Gramm. Wegen der antioxidativen Eigenschaften glauben Forscher, dass Walnüsse den Verlauf von degenerativen Hirnerkrankungen wie Demenz und Parkinson bremsen können. Bislang wird diese Theorie allerdings nur durch Experimente an Mäusen gestützt.
In Untersuchungen innerhalb der NHANES-Studie konnten positive Effekte hinsichtlich der Verminderung der Depression nachgewiesen werden. Zu ähnlichen Ergebnissen kamen Untersuchungen in New Mexico in einer randomisierten kontrollierten Studie.
Als Heildroge werden die getrockneten, von der Spindel befreiten Fiederblätter (Folia Juglandis) und die frischen, grünen Fruchtschalen (Cortex Juglandis nucum) verwendet. Folia Juglandis ist offizinell. Sowohl Fiederblätter als auch Fruchtschalen enthalten reichlich Gerbstoffe (Ellagitannine), Flavonoide, Phenolcarbonsäuren, Vitamin C sowie geringe Mengen ätherischen Öles. Zubereitungen aus den Blättern werden äußerlich als Adstringens für Bäder, Spülungen und Umschläge bei Hautleiden wie Akne, Ekzeme, Skrofulose sowie gegen übermäßige Schweißabsonderung eingesetzt. Vor allem die Fruchtschalen enthalten Naphthochinon-Derivate wie Juglon und Hydrojuglon.
Halbreife Nüsse und im Frühsommer geerntetes Laub enthalten bis zu 1 Prozent Vitamin C und gehören damit zu den Vitamin-C-reichsten Pflanzenteilen in Mitteleuropa. Schon seit der Antike fanden sie vielseitige medizinische Verwendung. Noch heute werden ihre Extrakte in der Naturheilkunde eingesetzt und sollen unter anderem bei Anämie, Diabetes mellitus, Durchfall, Darmparasitose, Frostbeulen, Hautgeschwüren und Wunden helfen. Ihnen wird eine antiseptische, wurmtreibende, tonische, blutreinigende und narbenbildende Wirkung nachgesagt.

### Holz

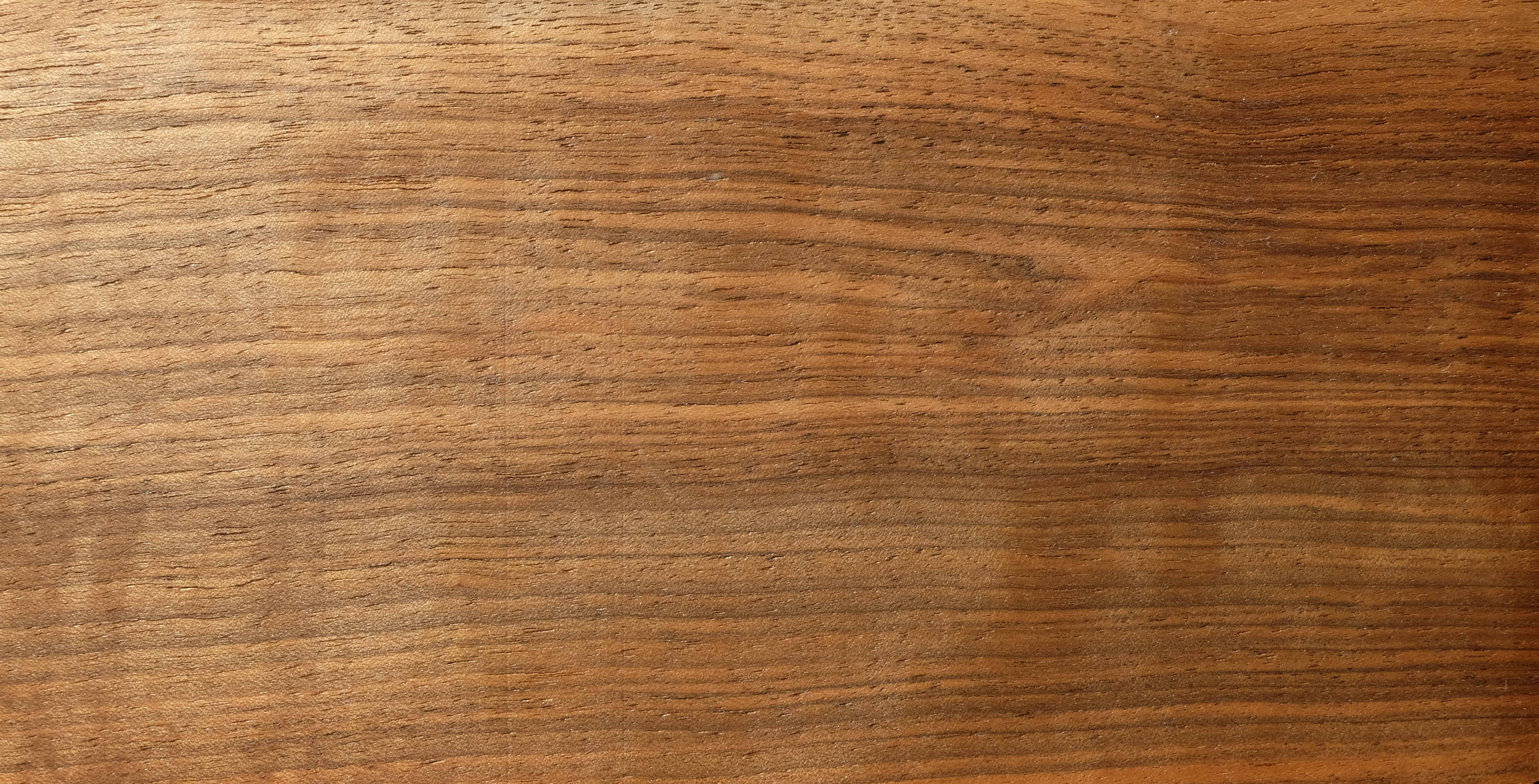
Gemessertes Furnier des Nussbaums, geölt, nicht geschliffen

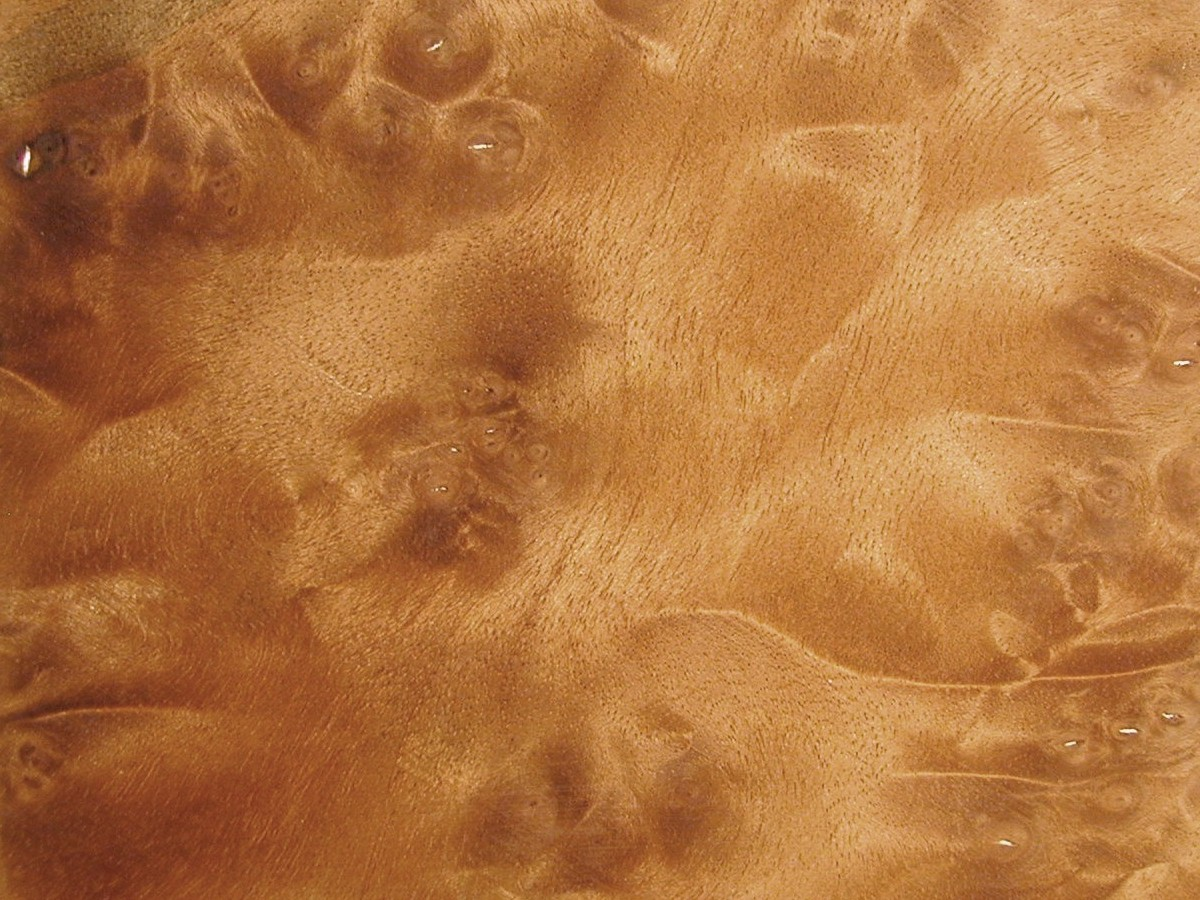
Gemessertes Splintfurnier, diesmal jedoch aus der Maserknolle

Das Holz der Echten Walnuss ist ein begehrtes Edelholz, dessen Verwendung auf hochwertige Gegenstände beschränkt ist. Es stammt in der Regel von ehemaligen Fruchtbäumen, da ein gezielter Anbau der Walnuss für die Holzproduktion nur ansatzweise vorhanden ist. Nussbäume werden nicht wie andere Nutzbaumarten gefällt, sondern mit dem Wurzelstock ausgegraben. Die untersten Stammteile, sog. Maserknollen von Walnussbäumen, die oft an Veredelungsstellen durch die aufgepfropften Reiser entstehen, sind die für die Herstellung von Furnieren wertvollsten Stammabschnitte. Sie liefern fein geaugte, wertvolle Maserfurniere für den Möbelbau und in letzter Zeit als Interieur in Luxusautomobilen. Weiterhin stellt man aus Astgabelungen Pyramidenfurnier her.
Ein weit verbreiteter Irrtum ist hingegen, auch die Wurzeln des Nussbaums würden solches Maserfurnier liefern, denn ihr Holz ist fast völlig strukturlos, einfarbig hell und damit wenig dekorativ und praktisch wertlos. Es handelt sich wohl um eine Verwechslung der Begriffe Maserfurnier und Wurzelfurnier, was zwei völlig unterschiedliche Holztypen meint.
Besonders beliebt ist das Holz ferner zur Herstellung von Uhrengehäusen, Musikinstrumenten, Parkett, Chorgestühl in sakralen Bauten, Schachfiguren und anderen Drechsler- und Schnitzerwaren. Nussbaumholz wurde aufgrund seiner ausgezeichneten physikalischen und ästhetischen Eigenschaften zum Ersatz von Tropenholz.
Bekannt ist auch die bevorzugte Verwendung für Gewehrschäfte. Hier gilt es wegen seiner hohen dynamischen Festigkeit und seiner geringen Neigung zum Splittern als bestgeeignete Holzart überhaupt. Diese Nutzung hat in Kriegszeiten wesentlich zur Dezimierung der Bestände beigetragen.
Das typische Kernholz besitzt einen grauweißen bis rötlichweißen Splint und einen dunkelfarbigen Kern. Dieser ist farblich sehr variabel und kann grau bis dunkelbraun sein. Die Farbvariationen sind oft abhängig vom Standort, insbesondere von den Faktoren Klima und Bodenbeschaffenheit. Im Handel wird zwischen Herkünften unterschieden. So hat italienisches Nussholz gegenüber deutschen und schweizerischen Herkünften eine rötlichere Färbung und lebhaftere Struktur. War in Deutschland vor etwa 70 Jahren besonders der kaukasische Nussbaum mit seiner schwarzen Färbung gefragt, so schätzt man heute die Zeichnung und Färbung von französischem Nussholz.
Das Holz ist halbringporig. Das bedeutet, dass sich das Frühholz mit seinen größeren Gefäßen vom kleingefäßigen Spätholz absetzt, aber nicht so deutlich wie bei ringporigem Holz. So ergibt sich für die Schnittflächen bei Tangentialschnitten eine dekorative Fladerung und bei Radialschnitten eine Streifung. Außerdem ist die Farbe des Kerns häufig streifig oder wolkig verfärbt, oder der Faserverlauf weicht von der Stammachse ab. So ergeben sich geflammte, geriegelte oder gemaserte Oberflächen, die im Holzhandel besondere Preise erzielen. Nussholz ist feinfaserig, mittelhart und mittelschwer. Die Rohdichte ρ0 beträgt 640 kg/m³ (450–750). Das Holz ist zäh und biegsam, aber wenig elastisch. Es ist auch bei Feuchtigkeit dauerhaft und lässt sich gut bearbeiten, beizen und polieren. Im frischen Zustand schwindet es stark, ist aber nach Lufttrocknung gut formbeständig. John Williams’ Romane erwähnen mehrfach Walnussholzmöbel in edlen Villen.
Aufgrund der Knappheit von echtem Nussbaumholz sind viele dem Walnussbaumholz oberflächlich ähnelnde Hölzer im Handel, die zum Teil auch unter der irreführenden Bezeichnung „Nuss“ oder walnut vermarktet werden. Dazu zählen: „Afrikanischer Nussbaum“ oder „African Walnut“ (für Dibétou; Lovoa trichilioides), „Viola-Nuss“ oder „African Black Walnut“ (für Mansonia; Mansonia altissima), Jaspis-Nuss (für Mutenye; Guibourtia arnoldiana), Tanganyika-Nuss (für Aningré Blanc; Pouteria altissima (Syn.: Aningeria altissima)), „New Guinea Walnut“ (für Paldao; Dracontomelon dao) und „Satin-Nuss“ (für Sweet Gum; Amerikanischer Amberbaum).

### Sonstige Nutzungen
Der aus der grünen Umhüllung der Nüsse hergestellte Extrakt eignet sich als Färbemittel für Holz in Form der Nussbeize oder auch als Gerbmittel. Auch als braunes Textilfärbemittel wurde die Umhüllung seit römischer Zeit genutzt. Verantwortlich hierfür ist der Inhaltsstoff Juglon. Die Nussbaumrinde eignet sich gleichfalls als Beiz- und Färbemittel. Zusätzlich wird sie auch in der Weinbrandindustrie als Alterungsmittel oder Zusatz für die Erzielung eines gewünschten Weinbrand-Typs eingesetzt (Typage). Zubereitungen aus den Fruchtschalen werden auch gern zum Braunfärben von Haut und Haaren verwendet. Da der Gehalt an Juglon nicht näher bekannt ist und bei dieser Verbindung zellschädigende Eigenschaften festgestellt wurden, wird von einer regelmäßigen Anwendung abgeraten.
Gemahlene Walnussschalen werden teilweise in Form von Granulat als Strahlmittel für Oberflächenbehandlungen eingesetzt. Hierdurch kann eine schonende Reinigung wenig verschmutzter, empfindlicher Oberflächen (zum Beispiel bei Buntmetall, Gummiwerkzeugen oder Elektroteilen) erreicht werden. Eine weitere Einsatzmöglichkeit besteht bei der Restaurierung hölzerner Kunstwerke, wobei durch die Bestrahlung Lackreste entfernt und eine offenporige Holzstruktur wiedergewonnen werden soll. Feiner granuliert finden sie auch als Reinigungskörper in Handwaschpasten Verwendung.

## Symbolik und Volksglauben

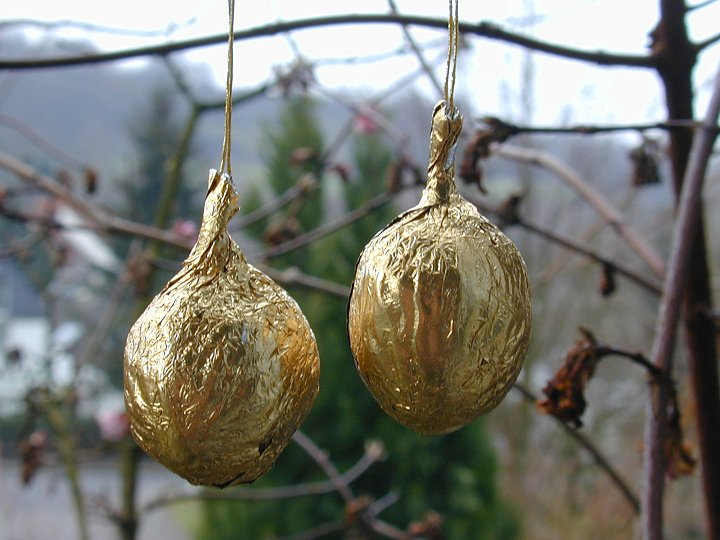
Mit goldener Folie überzogene Schokoladenwalnüsse als Weihnachtsschmuck

Im Sinne der Signaturenlehre wurden Ähnlichkeiten der Walnuss zum Genitale oder auch zum Großhirn gesehen. Das zeigt sich vielleicht als Motiv in Märchen wie Grimms Allerleirauh, De beiden Künigeskinner, Der Eisenofen oder bei Bechstein Das Nußzweiglein, Die drei Nüsse. Auch in Clemens Brentanos Erzählung Die drei Nüsse geht es um Walnüsse.
In dem Buch Symbolik der Pflanzen hat Marianne Beuchert Informationen zur Walnuss zusammengetragen. Nüsse gelten allgemein als Symbol der Fruchtbarkeit. Die Walnuss spielte in den römischen Hochzeitsbräuchen eine wichtige Rolle. Der Bräutigam warf diese unter Gäste und Zuschauer. Ein heller Klang beim Aufprall sollte eine ebenso glückliche Ehe wie die von Jupiter und Juno vorhersagen. Die Germanen, die den Brauch von den Römern übernahmen, weihten die Nüsse Fro, der Göttin der Liebe und des Erntesegens, mischten jedoch die kostbaren Walnüsse mit Haselnüssen. Aus römischer Zeit sind für das heutige Südwestdeutschland, die heutige Schweiz und Teile des heutigen Frankreich Walnussschalen in Gräbern und bei Brandopferungen belegt.
Im Christentum gibt es verschiedene Bedeutungen. So soll der Kern das süße Fleisch Christi symbolisieren, das zuvor in der Schale von Marias Schoß gewachsen war. Oder die Kirche wurde selbst durch die Nüsse symbolisiert, da sie „ihre süße Tugend heimlich tief im Herzen unter einer festen Schale bewahrt“. Augustinus von Hippo sah in der scharf schmeckenden Hülle die bitteren Leiden Jesu und in der harten Schale das Holz des Kreuzes, das ihm das ewige Leben ermöglichte. Später wurde Josef bei seiner Hochzeit mit Maria mit einem Walnusszweig in der Hand dargestellt.
Gerade als Symbol der Fruchtbarkeit und der Frau sahen manche Mönche und Pfarrer in der Walnuss jedoch auch das Zeichen der Wollust und Sünde. So warnten sie davor, dass auf jedem Blättchen ein Teufel wohne, der mit Hexen unter den Bäumen Liebesorgien feiere. Auch solle der Schatten der Bäume gesundheitsschädlich sein.
Obwohl die Walnuss keine einheimische Baumart in Mitteleuropa ist, konnte sie im Volksglauben eine deutlich wichtigere Stellung einnehmen als die allgegenwärtige Rotbuche. Vermutlich wurden auch alte, auf die Haselnuss bezogene Bräuche auf die Walnuss übertragen. Während in einzelnen Gebieten Süddeutschlands ein Haselzweig vor dem Blitz schützen soll, wird am Niederrhein dem Walnusszweig die gleiche Wirkung zugesprochen. In der Steiermark betrachtet man eine gute Nussernte im Herbst als Zeichen dafür, dass im nächsten Jahr viele Knaben geboren werden. In Oberösterreich wurden von heiratsfähigen Mädchen Stöcke in die Kronen der Nussbäume geworfen. Fiel der Stock nicht wieder herunter, heiratete die Werferin noch im selben Jahr. Auch der Ratschlag, in der Neujahrsnacht die Zweige abzuschlagen, um im nächsten Jahr eine gute Ernte zu erzielen, beruht auf Aberglauben.

## Verbreitung
Archäologische Funde deuten darauf hin, dass die Walnuss seit über 9000 Jahren als Nahrungsmittel genutzt wird. Erste schriftliche Erwähnungen stammen von Plinius dem Älteren und Columella. Letzterer beschreibt das Anpflanzen und die Pflege von Walnussbäumen in seinem Buch über Baumzucht. Plinius berichtet in seiner Naturalis historia, dass die Griechen den Baum im 7. bis 5. Jahrhundert vor Christus nach Europa brachten. Der griechische Name Diós bálanos (Διὸς βάλανος) bedeutete Eichel des Zeus. Bei der Übertragung ins Lateinische wurde daraus gleichbedeutend Iovis glans, was Eichel des Jupiter oder Jupiter-Nuss bedeutete. Durch phonetische Umbildung entstand aus Iovis glans im Laufe der Zeit die Bezeichnung Juglans, der heutige Gattungsname, den Carl von Linné 1753 mit dem Artnamen regia (königlich) ergänzte. In diesen Namensgebungen kommt zum Ausdruck, dass die Echte Walnuss schon seit alters her eine mythische Rolle spielte und ihres majestätischen Habitus und reichen Fruchtansatzes wegen mit Königswürde und Fruchtbarkeit in Verbindung gebracht wurde.
In süddeutschen Pfahlbauten fand man Anfang des 20. Jahrhunderts einzelne Walnussschalen. Bei modernen Grabungen wurden allerdings nirgends entsprechende Funde aus dem Neolithikum oder der frühen Bronzezeit gemacht, so dass die Walnuss vermutlich erst durch die Römer nach Deutschland gelangte. In römischer Zeit wurden kultivierte Sorten unter dem Namen nux gallica (gallische Nuss) nach Gallien eingeführt und von dort nach Deutschland verbracht. Hier wurde die gallische Nuss dann Walch- oder Welschbaum genannt, woraus sich im 18. Jahrhundert der Name Walnussbaum entwickelte. Im Mittelalter wurde die Walnuss lateinisch dann als nux usualis oder nux magna bezeichnet. Walnussbäume wurden in Mittelalter und früher Neuzeit in zahlreichen Obstgärten kultiviert. Spanische Missionare brachten die Nüsse 1770 erstmals in die Neue Welt. Mit der Anpflanzung des ersten Walnussgartens im Jahr 1867 durch den Gärtner Joseph Sexton in der Nähe von Santa Barbara in Kalifornien begann eine kommerzielle Nutzung, die Kalifornien bis heute zum größten Walnussexporteur der Welt macht. Die Nuss wird inzwischen in über 5.000 Plantagen auf zusammen 82.000 Hektar angebaut.
Der Same des Walnussbaumes wurde in der Han-Dynastie durch den chinesischen Gesandten Zhang Qian nach China gebracht.

## Geschichte

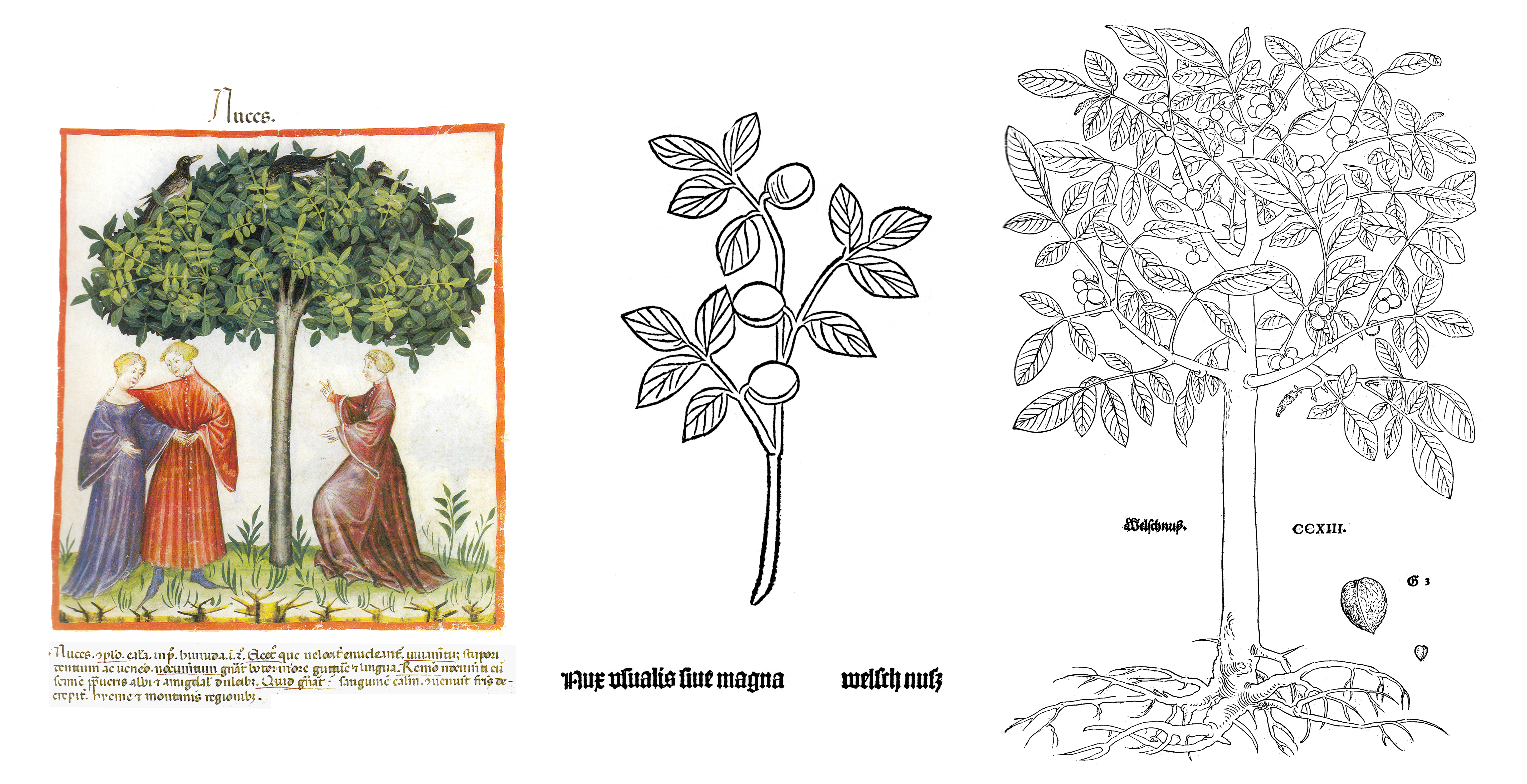
«Nux usualis» «nux magna» «welsch nuß» - Juglans regia. Links: Abdul ibn Butlan 11. Jh. Mitte: Gart der Gesundheit 1485. Rechts: Leonhart Fuchs 1543. Weitere histor. Abbildungen:

Plinius der Ältere berichtete in seiner „Naturalis historia“, der römische Feldherr Gnaeus Pompeius Magnus habe nach seinem Sieg über Mithridates in dessen Geheimschriften eine Aufzeichnung über die Zusammensetzung eines Geheimmittels gefunden. Danach sollten zwei Walnüsse mit zwei Feigen, zwanzig Rautenblättern und etwas Salz in einem Mörser zerrieben werden. Wer diese Zubereitung nüchtern einnehme, erleide an diesem Tag keinen Schaden durch Gift.
Unter Berufung auf diese Quelle wurden Zubereitungen mit Walnüssen bis ins 18. Jahrhundert als Schutzmittel gegen Vergiftungen, insbesondere als Abwehrmittel gegen die Pest empfohlen.
In drogenkundlichen Werken von der Antike bis zur Neuzeit wurden die reifen Früchte von den unreifen Früchten unterschieden. Außerdem wurden die frischen Blätter und die grünen Nussschalen als Heilmittel angegeben. In unterschiedlichem Ausmaß wurde den einzelnen Teilen des Walnussbaumes, den Früchten, den Blättern und den Schalen, zusammenziehende und bittere Eigenschaften zugeschrieben. Aufgrund der zusammenziehenden Eigenschaft wurden sie insbesondere zur äußerlichen Anwendung empfohlen.
Quellen arabisches Mittelalter:
.
Quellen lateinisches Mittelalter:
.
Quellen Neuzeit:
.